# Straßenbahn Regensburg
Die Straßenbahn Regensburg war ein öffentliches Nahverkehrsmittel in Regensburg, das von 1903 bis 1964 in Betrieb war und anschließend durch Omnibusse ersetzt wurde. In der räumlich beengten Altstadt von Regensburg, deren seit 1924 eingemeindeter Stadtteil Stadtamhof jenseits der Donau nur über die Steinerne Brücke angefahren werden konnte, war die Entwicklung und Erbauung eines Streckennetzes eine schwierige Aufgabe, die in der Bevölkerung auch auf Widerstand stieß.

## Geschichte

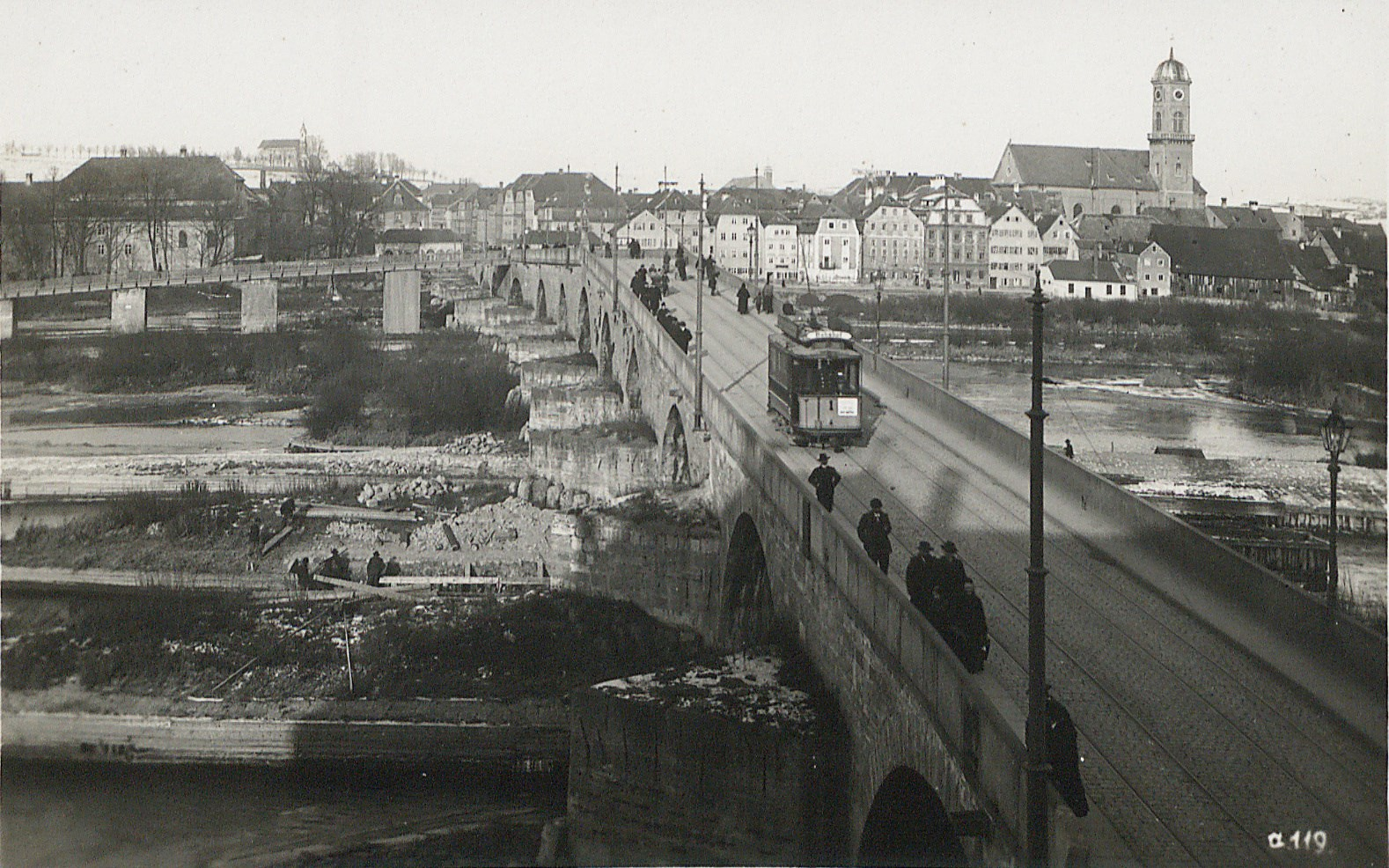
Straßenbahn auf der Steinernen Brücke (um 1903)

Als Vorläufer der Straßenbahn existierte in Regensburg ab 1881 ein Pferdeomnibusnetz mit drei Linien, um die Stadtgebiete im Stadtnorden (Stadtamhof), Stadtwesten und Stadtosten an die Altstadt und an den 1860 entstandenen Bahnhof anzubinden. Es wurde von einem Eisenwarenhändler privat betrieben, erwies sich als unwirtschaftlich und wurde bereits Ende 1891 wieder eingestellt.
Im Februar 1900 ging, noch in der Amtszeit von Bürgermeister Oskar von Stobäus (1868–1903), das erste Elektrizitätswerk in der Augustenstraße in Betrieb. Damit konnte auch die schon länger geplante elektrische Straßenbahn in Angriff genommen werden. Das neue Elektrizitätswerk hatte mit den Bewohnern von Schloss St. Emmeram zunächst nur einen Großabnehmer. Betreiber des E-Werkes war die Elektrizitäts-Aktiengesellschaft Schuckert & Co. aus Nürnberg, mit der die Stadt einen Versorgungsvertrag auf 50 Jahre abgeschlossen hatte. Der Vertrag umfasste auch die Straßenbahn, die ihren Betrieb am 21. April 1903 am Ende der Amtszeit von Bürgermeister Stobäus aufnahm. Mit 14 Triebwagen, die im Sommer mit Beiwagen fuhren, wurde ein Sechs-Minuten-Takt gefahren. Das meterspurige System wies eine Fahrdrahtspannung von 550 Volt Gleichstrom auf und bestand aus zwei Linien, die beide von Schuckert & Co. erbaut wurden.
Der Gleisbau erwies sich in der beengten Altstadt als sehr schwierig und erforderte Straßenbegradigungen und Abschrägungen bei engen Kurven. Bei der Steinernen Brücke musste das schmale Brücktor im Brückturm verbreitert werden und auch der Kurvenradius bei der Auffahrt zum Brücktor musste erheblich vergrößert werden. Stadtbaurat Adolf Schmetzer löste beide Erfordernisse durch Abbruch von zwei Häusern westlich des Tores und überspannte das frei gewordene Areal mit einem weiten Schwibbogen als neuem Torbogen. Er fand damit eine bauliche Lösung, die auch heute noch als geglückt bezeichnet wird.
Dieser wichtige Einschnitt in der Baugeschichte der Stadt stellte die jahrhundertealte Beschaulichkeit der Straßen und Plätze in der Altstadt erstmals in Frage und wurde nicht von allen Bewohnern als Fortschritt gesehen.
Im Juni 1909 kaufte die Stadt das E-Werk und die Straßenbahn mit allem Zubehör von der Elektrizitäts-Aktiengesellschaft für 1.900.000 Mark mit Vertragsbeginn zum 1. August 1909. Während das E-Werk in der Folge im Jahr 1911 einen Betriebsüberschuss von 111.000 Mark erzielte, erwirtschaftete die Straßenbahn ab 1911 ein Defizit, weil nach der östlichen Stadterweiterung eine dritte Linie eingerichtet werden musste. Außerdem waren die Wagen und Gleise in einem abgewirtschafteten Zustand übernommen worden, so dass Betriebssicherheit und Ersatzbeschaffungen hohe Kosten verursachten. Weiterhin hatte der Magistrat eine Arbeitszeitverkürzung für Wagenführer, Schaffner und Kontrolleure von 10,5 Stunden auf 9,75 Stunden beschlossen, bei gleichzeitig deutlicher Erhöhung (ca. 13 %) des bisherigen Durchschnittslohns von 1181 Mark auf 1340 Mark pro Jahr. Die Kommunalisierung brachte für das Personal eine deutliche Erhöhung der Kaufkraft bei Preisen von zwei Mark für ein Kilogramm Fleisch und 40 Pfennig für ein Kilogramm Brot. Die Kommunalisierung hatte also für das Personal einen sozialen Fortschritt und eine Verbesserung der Nutzungsbedingungen erbracht, die nicht durch Fahrpreiserhöhungen, sondern durch Erhöhung der Pro-Kopf-Verschuldung der Gesamtstadt-Bevölkerung finanziert wurde.
Neben der Straßenbahn gab es in Regensburg eine zweite meterspurige Bahn: Die Walhallabahn. Diese führte anfangs bis nach Stadtamhof zum Ende der Linie 2. Es gab auch durchgehende Fahrscheine für Umsteiger, obwohl beide von unterschiedlichen Betreibern betrieben worden sind. eine Gleisverbindung bestand nie. Am 6. Juni 1933 endete die Walhallabahn in der Drehergasse, und der Umbau der Gleisanlagen in Stadtamhof begann. Am 17. Juli 1933 zog sich das „Bockerl“ aus Stadtamhof und Steinweg bis zum Bahnhof Reinhausen zurück; am 1. Oktober 1933 rückte die Linie 2 der städtischen Straßenbahn bis Reinhausen nach, wo sich künftig die Umsteigestelle befand.

## Streckenführung
| \| \| \| Strecke von Prüfening \| \| \| \| \| Strecke von Stadtamhof \| \| \| \| \| Strecke zum Betriebshof \| \| \| \| \| Jakobstor \| \| \| \| \| Salzstadl \| \| \| \| \| Arnulfsplatz \| \| \| \| \| Krautermarkt \| \| \| \| \| Haidplatz \| \| \| \| \| \| \| \| \| \| Bischofshof \| \| \| \| \| Domplatz \| \| \| \| \| Moltkeplatz \| \| \| \| \| \| \| \| \| \| Schwanenplatz \| \| \| \| \| Königsstraße \| \| \| \| \| Kallmünzergasse \| \| \| \| \| Hotel Maximilian \| \| \| \| \| Ostengasse \| \| \| \| \| Niklasstraße \| \| \| \| \| Orleansstraße \| \| \| \| \| Schlachthof \| \| \| \| \| Bahnhof \| \| \| \| \| \| \| |  |                         |                         |
| U-Bahn-Strecke (außer Betrieb) |  | Strecke von Prüfening   | Strecke von Prüfening   |
| U-Bahn-Strecke (außer Betrieb) · U-Bahn-Strecke (außer Betrieb) |  | Strecke von Stadtamhof  | Strecke von Stadtamhof  |
| U-Bahn-Abzweig geradeaus, nach rechts und von rechts (Strecke außer Betrieb) · U-Bahn-Strecke (außer Betrieb) |  | Strecke zum Betriebshof | Strecke zum Betriebshof |
| U-Bahn-Haltepunkt / Haltestelle (Strecke außer Betrieb) · U-Bahn-Strecke (außer Betrieb) |  | Jakobstor               | Jakobstor               |
| U-Bahn-Strecke (außer Betrieb) · U-Bahn-Haltepunkt / Haltestelle (Strecke außer Betrieb) |  | Salzstadl               | Salzstadl               |
| U-Bahn-Haltepunkt / Haltestelle (Strecke außer Betrieb) · U-Bahn-Strecke (außer Betrieb) |  | Arnulfsplatz            | Arnulfsplatz            |
| U-Bahn-Strecke (außer Betrieb) · U-Bahn-Haltepunkt / Haltestelle (Strecke außer Betrieb) |  | Krautermarkt            | Krautermarkt            |
| U-Bahn-Haltepunkt / Haltestelle (Strecke außer Betrieb) · U-Bahn-Strecke (außer Betrieb) |  | Haidplatz               | Haidplatz               |
| U-Bahn-Strecke nach links (außer Betrieb) · U-Bahn-Abzweig geradeaus und von rechts (Strecke außer Betrieb) |  |                         |                         |
| U-Bahn-Haltepunkt / Haltestelle (Strecke außer Betrieb) |  | Bischofshof             | Bischofshof             |
| U-Bahn-Haltepunkt / Haltestelle (Strecke außer Betrieb) |  | Domplatz                | Domplatz                |
| U-Bahn-Haltepunkt / Haltestelle (Strecke außer Betrieb) |  | Moltkeplatz             | Moltkeplatz             |
| U-Bahn-Strecke von links (außer Betrieb) · U-Bahn-Abzweig geradeaus und nach rechts (Strecke außer Betrieb) |  |                         |                         |
| U-Bahn-Strecke (außer Betrieb) · U-Bahn-Haltepunkt / Haltestelle (Strecke außer Betrieb) |  | Schwanenplatz           | Schwanenplatz           |
| U-Bahn-Haltepunkt / Haltestelle (Strecke außer Betrieb) · U-Bahn-Strecke (außer Betrieb) |  | Königsstraße            | Königsstraße            |
| U-Bahn-Strecke (außer Betrieb) · U-Bahn-Haltepunkt / Haltestelle (Strecke außer Betrieb) |  | Kallmünzergasse         | Kallmünzergasse         |
| U-Bahn-Haltepunkt / Haltestelle (Strecke außer Betrieb) · U-Bahn-Strecke (außer Betrieb) |  | Hotel Maximilian        | Hotel Maximilian        |
| U-Bahn-Strecke (außer Betrieb) · U-Bahn-Haltepunkt / Haltestelle (Strecke außer Betrieb) |  | Ostengasse              | Ostengasse              |
| U-Bahn-Strecke (außer Betrieb) · U-Bahn-Haltepunkt / Haltestelle (Strecke außer Betrieb) |  | Niklasstraße            | Niklasstraße            |
| U-Bahn-Strecke (außer Betrieb) · U-Bahn-Haltepunkt / Haltestelle (Strecke außer Betrieb) |  | Orleansstraße           | Orleansstraße           |
| U-Bahn-Strecke (außer Betrieb) · U-Bahn-Haltepunkt / Haltestelle (Strecke außer Betrieb) |  | Schlachthof             | Schlachthof             |
| U-Bahn-Haltepunkt / Haltestelle (Strecke außer Betrieb) |  | Bahnhof                 | Bahnhof                 |
| |  |                         |                         |

Ursprüngliches Netz bei Eröffnung im Jahr 1903
Die ersten beiden Linien durchquerten die Altstadt in Nord-Süd- beziehungsweise in Ost-West-Richtung und verliefen wie folgt:
- Die Nord-Süd-Achse begann in Stadtamhof. Dieses liegt nördlich der Donau und war bis 1924 eine eigenständige Stadt. Danach ging es über die Steinerne Brücke über die Donau, anschließend durch das, zwischen dem Amberger Stadel und den Salzstadl gelegene, Brückentor. Kurz nach dem Tor folgte eine Linkskurve und es ging für 50 Meter in die Weiße-Lamm-Gasse nach Osten. Nach einer Rechtskurve in die Weiße-Hahnen-Gasse wandte sich die Trasse in südliche Richtung. Über den Krauterermarkt erreichte die Straßenbahn den Domplatz und den Alten Kornmarkt, anschließend fuhr sie durch die Maximilianstraße zum Hauptbahnhof. Dort endete damals die Linie 1.

- Die Ost-West-Achse verlief vom Ostentor über Ostengasse, Pfluggasse zum Alten Kornmarkt und weiter zur Umsteigehaltestelle Domplatz. Weiter über Krauterermarkt, Goliathstraße zum Haidplatz und weiter zur Umsteigehaltestelle Arnulfsplatz, weiter über das Jakobstor zum Betriebshof, südlich abzweigend von der Prüfeninger Straße in der Wilhelmstraße im inneren Westen. Der Betriebshof befand sich in der nahen Augustenstraße. Eine Verlängerung dieser Linie über die Prüfeninger Straße bis Prüfening wurde bereits am 25. August 1903 freigegeben.

Verlängerung zur neuen Kaserne 1911
| \| \| \| Strecke zum Hauptbahnhof \| \| \| \| \| Ronitzer Straße \| \| \| \| \| Stöbäusplatz \| \| \| \| \| \| \| \| \| \| Pestalozzistraße \| \| \| \| \| Safferling Straße \| \| \| \| \| Kavallerie Kaserne \| \| \| \| \| Hindenburgstraße \| \| \| \| \| \| \| |  |                          |                          |
| U-Bahn-Abzweig geradeaus, nach rechts und von rechts (Strecke außer Betrieb) |  | Strecke zum Hauptbahnhof | Strecke zum Hauptbahnhof |
| U-Bahn-Haltepunkt / Haltestelle (Strecke außer Betrieb) |  | Ronitzer Straße          | Ronitzer Straße          |
| U-Bahn-Haltepunkt / Haltestelle (Strecke außer Betrieb) |  | Stöbäusplatz             | Stöbäusplatz             |
| U-Bahn-Kreuzung mit Eisenbahn geradeaus unten (Strecke geradeaus außer Betrieb) |  |                          |                          |
| U-Bahn-Haltepunkt / Haltestelle (Strecke außer Betrieb) |  | Pestalozzistraße         | Pestalozzistraße         |
| U-Bahn-Haltepunkt / Haltestelle (Strecke außer Betrieb) |  | Safferling Straße        | Safferling Straße        |
| U-Bahn-Haltepunkt / Haltestelle (Strecke außer Betrieb) |  | Kavallerie Kaserne       | Kavallerie Kaserne       |
| U-Bahn-Haltepunkt / Haltestelle (Strecke außer Betrieb) |  | Hindenburgstraße         | Hindenburgstraße         |
| |  |                          |                          |

Sechs Jahre nach der Eröffnung wurde wieder eine Erweiterung gebaut. Im Jahr 1909 kamen die Straßenbahn mit dem dazugehörigen Kraftwerk in den Besitz der Stadt. Am 29. Januar 1911 wurde die Linie 2 von der Maximilianstraße bis zur neuen Kaserne im Osten der Stadt verlängert. Die gesamte Verlängerung ging durch die Landshuter Straße. Im Jahr 1926 wurde der Abschnitt zwischen dem Stobäusplatz und der Maximilianstraße nach Süden in die Luitpoldstraße verlegt.
Verlängerung zum Schlachthof 1915
| \| \| \| Schlachthof \| \| \| \| \| Prinz-Ludwig-Straße \| \| \| \| \| \| \| |  |                     |                     |
| U-Bahn-Haltepunkt / Haltestelle (Strecke außer Betrieb)                      |  | Schlachthof         | Schlachthof         |
| U-Bahn-Haltepunkt / Haltestelle (Strecke außer Betrieb)                      |  | Prinz-Ludwig-Straße | Prinz-Ludwig-Straße |
|                                                                              |  |                     |                     |

Am 1. August 1915 wurde die Linie 1 vom Ostentor bis zum Schlachthof verlängert. Dadurch wurde der Osten Regensburgs besser angeschlossen. Die Linie 1 verließ nun auch im Osten die Altstadt von Regensburg.
Bau der Linie 4
Am 3. Februar 1927 wurde die neue Linie vom Arnulfsplatz nach Kumpfmühl über die Eisenbahnbrücke in Betrieb genommen. Der erste Abschnitt bis zum Betriebshof existierte bereits. Der südliche über die Eisenbahnbrücke wurde neu gebaut.
Verlängerung nach Reinhausen
Bis jetzt endete die Linie 2 in Stadtamhof. Am 1. Oktober 1933 wurde die Linie nach Stadtamhof über die Reinhausener Regen-Brücke zum damals neu geschaffenen Endbahnhof der Walhallabahn an der Kreuzung mit der Donaustauferstraße bei der Kirche Reinhausen verlängert. Dadurch war der Umstieg auf diese möglich. Obwohl diese auch meterspurig war, gab es keine Gleisverbindung zwischen der Straßenbahn und der Walhallabahn.
Verlängerung nach Pürkelgut
Am 1. Juli 1936 erfolgte der letzte Ausbau des Streckennetzes. Die Linie 1 wurde von der Prinz-Rupprecht-Straße bis zur damaligen südlichen Grenze der Stadt beim Schloss Pürkelgut verlängert.
Nachkriegszeit
Das Netz wies zu Beginn des Zweiten Weltkrieges eine Streckenlänge von 12,3 Kilometern auf. Durch die Zerstörungen im Krieg konnten nach Behebung der Schäden nur noch 10,4 Kilometer in Betrieb genommen werden. Die Linie 2 wurde nach Sprengung der Steinernen Brücke am 23. April 1945 nicht mehr in Betrieb genommen. Die Linie 1 wurde 1946 zunächst nur vom Arnulfsplatz nach Prüfening, schließlich in der gesamten Linienführung wieder betrieben. Die Linie 3 wurde von 1946 bis 1955 wieder in Betrieb genommen. Die alte Linie 4 konnte wegen Kriegsschäden erst 1947 den Betrieb nach Kumpfmühl wieder aufnehmen. Sie fuhr später als Linie 2.
Stilllegung
Nach der durch den Zweiten Weltkrieg bedingten Stilllegung der Linie 2 nach Reinhausen, wurde 1955 auch die Linie 3 auf Omnibusbetrieb umgestellt. Durch mehrere Gutachten der als „Straßenbahntod“ bekannten Verkehrswissenschaftler Friedrich Lehner und Kurt Leibbrand strebte man die Stilllegung des Restbetriebes an. Ziel war es Regensburg in eine „Autogerechte Stadt“ zu verwandeln. Die Stilllegung der Strecke zwischen dem Arnulfsplatz und Kumpfmühl erfolgte im Herbst 1959. Der Abschnitt zum Betriebshof wurde noch für Betriebsfahrten genutzt. Die letzte Linie 1 Prüfening–Pürkelgut, wurde am 1. August 1964 stillgelegt. Der 1914 errichtete, elektrisch betriebene Schiffsdurchzug unter der Steinernen Brücke entnahm seine Antriebsenergie aus dem Netz der Straßenbahn. Mit Stilllegung der Straßenbahn wurde auch sein Betrieb eingestellt.
Der 1950 erfolgte Neubau der im Krieg zerstörten Nibelungenbrücke und die damit verbundene Zunahme des motorisierten Individualverkehrs verursachte an der Ausweiche am südlichen Brückenkopf mit der Gleislage auf der Straßennordseite erhebliche Probleme.
Oberleitungsbus Regensburg
1953 ging zwischen dem Hauptbahnhof und der Konradsiedlung der Oberleitungsbus Regensburg in Betrieb, der aber schon 1963 wieder eingestellt wurde. Er führte über die Nibelungenbrücke und kreuzte die Straßenbahnlinie 3.
Reste der Strecken
Im Jahr 2021 wurde bekannt, dass sich noch ein circa 300 Meter langes Gleisstück vom Jakobstor in der Prüfeninger Straße in Richtung Westen unter dem Asphalt befindet, welches durch Baumaßnahmen an der Kanalisation zerstückelt werden sollte. In einem offen Brief an die Regensburger Stadtführung fordern die IG Regensburger Busse e. V. und die IG Historische Straßenbahn Regensburg e. V. die Erhaltung der für einen historischen Straßenbahnbetrieb nutzbaren Gleisstücke bzw. deren Ausbau. Die Stadt Regensburg legte im Rahmen von Bauarbeiten in der Prüfeninger Straße ein Stück Gleis frei. Fachleute bescheinigten dem Gleis einen außerordentlich guten Zustand.

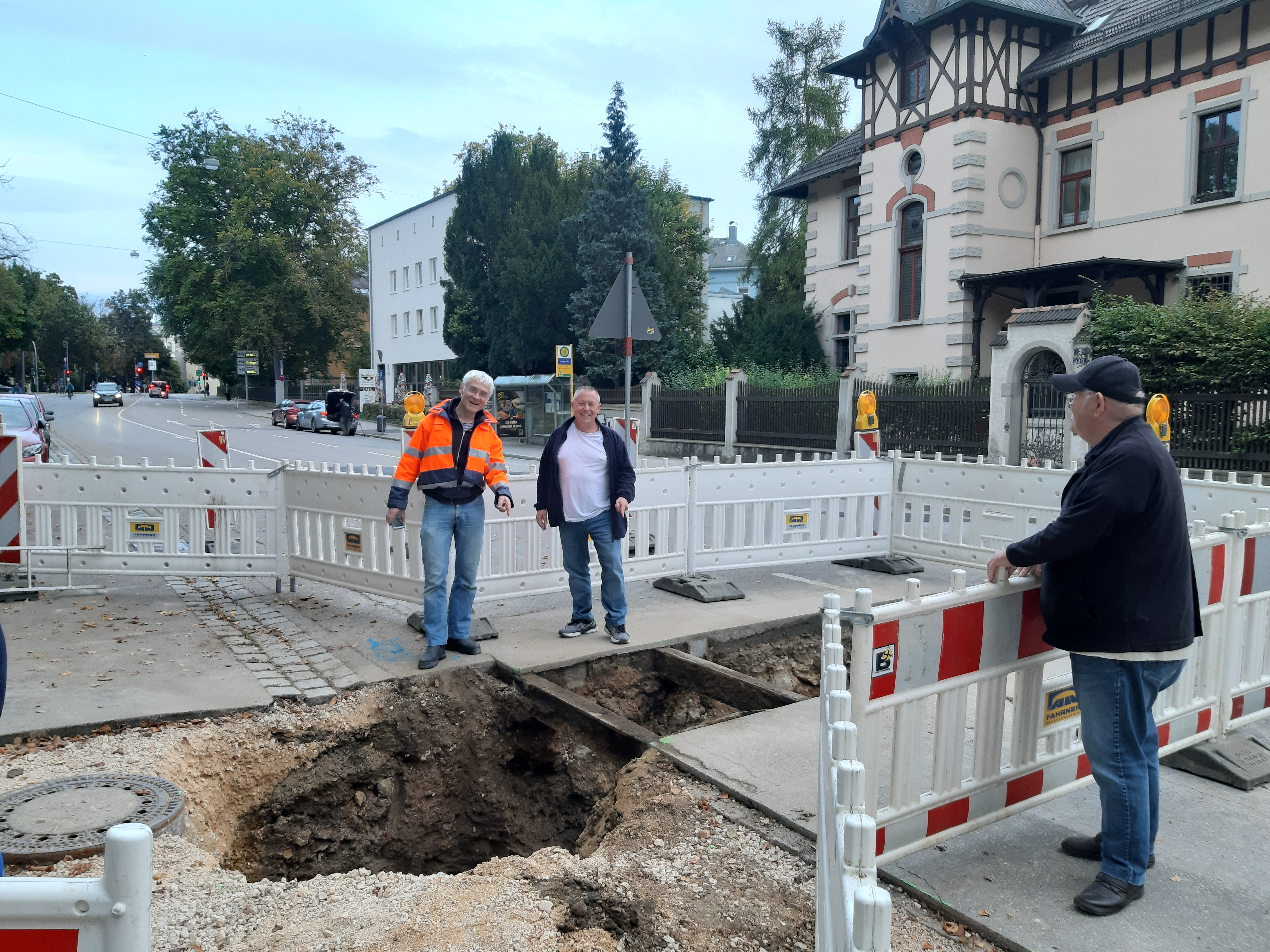
Begutachtung des Gleisrests in der Prüfeninger Straße im Oktober 2021
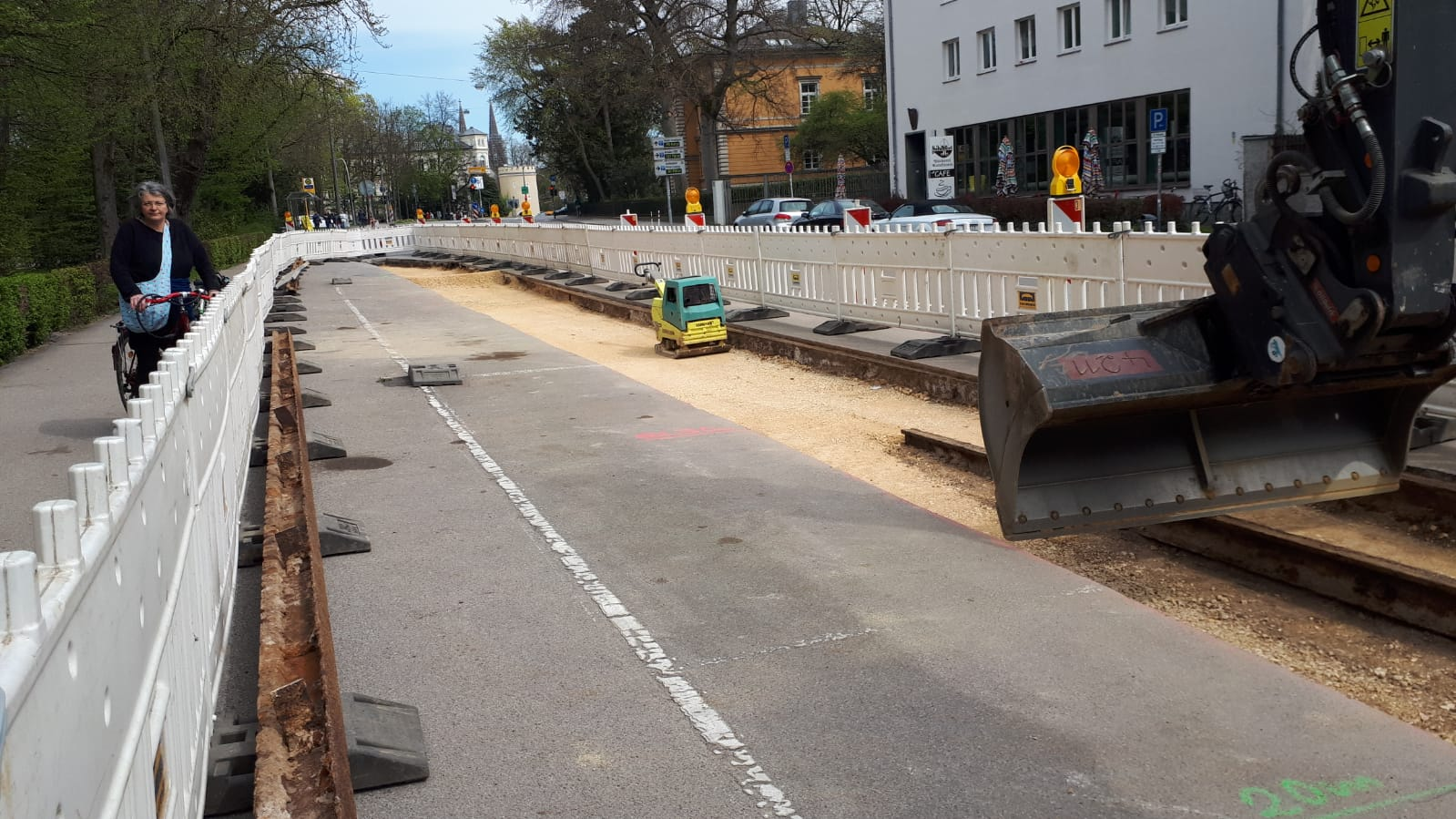
Bauarbeiten in der Prüfeninger Straße am 17. April 2022

Im April 2022 wurde bei Baumaßnahmen auf einer Länge von ca. 60 Metern die nördliche Schiene des Gleises für die Interessengemeinschaft ausgebaut und abtransportiert. Die südliche blieb unter dem Asphalt, die Spurstangen wurden abgetrennt.

## Linien

### Liniennetz 1903
Die Regensburger Straßenbahn wurde im Jahr 1903 eröffnet. Bei der Eröffnung bestand das Netz aus der Linie 1 von Stadtamhof zum Hauptbahnhof und der Linie 2 von dem Ostentor zur Wilhelmstraße. Am 25. August desselben Jahres wurde die Linie bis Prüfening verlängert.
| Linien | Streckenlänge | Zeit      |
| ------ | ------------- | --------- |
| 2      |               | 1903–1911 |

| Linie 1 | Prüfening – Rennplatz – Dachbettener Übergang – Krankenhaus – Margaretenau – Lessingstraße – Steinmetzstraße – Frühlingstraße – Jakobstor – Arnulfsplatz – Haidplatz – Kohlenmarkt – Bischofshof – Domplatz – Moltkeplatz – Schwanenplatz – Ostengasse – Orleansstraße – Schlachthof |
| Linie 2 | Bahnhof – Hotel Maximillian – Königsstraße – Moltkeplatz – Domplatz – Bischofshof – Brückentor – Oberer Wörd – Stadtamhof |

### Liniennetz 1936

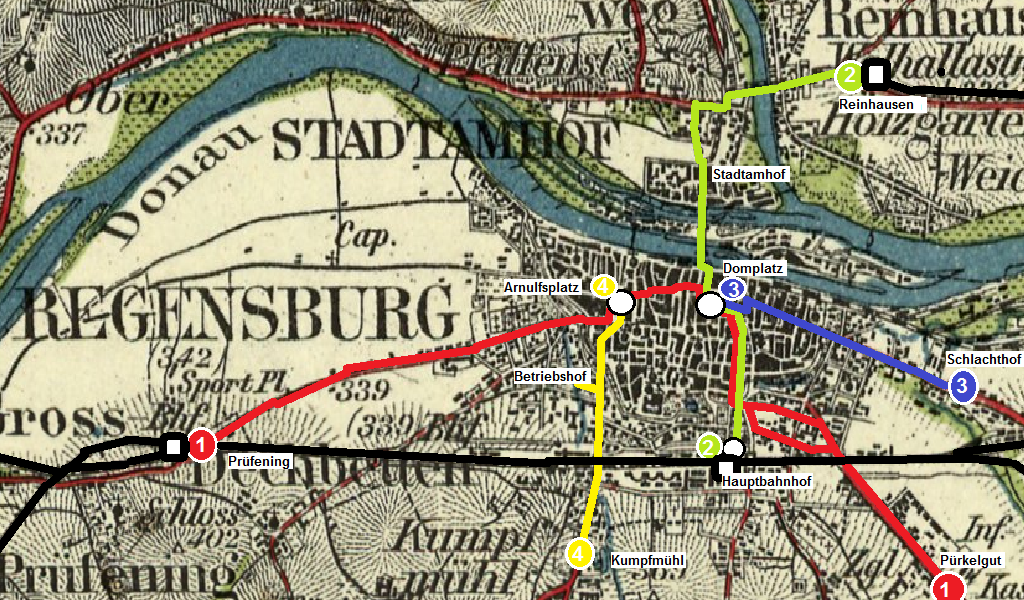
Liniennetz 1936–1945

Im Jahr 1936 erreichte das Netz seine größte Ausdehnung. Damals hatte es vier Linien. Wichtigster Umsteigepunkt war der Domplatz, an dem drei Linien verkehrten. Die Linie 4, welche als einzige nicht am Domplatz hielt, endete am Arnulfsplatz. Die längste Linie war die Linie 1. Sie fuhr auf über der Hälfte der Strecke des gesamten Netzes. Die Linie 2 fing am Endbahnhof der Walhallabahn in Reinhausen an. Über den Regen verlief sie nach Stadtamhof. Von dort ging es über die Steinerne Brücke nach Regensburg. In Regensburg endete sie am Hauptbahnhof, welchen sie als einzige Linie anfuhr. Die kürzeste Linie war die Linie 4 mit 1,4 Kilometern. Da sie aber den Betriebshof an das Netz anband, hatte sie trotzdem eine wichtige Bedeutung.
| Linien | Streckenlänge  | Zeit      |
| ------ | -------------- | --------- |
| 4      | 12,3 Kilometer | 1936–1945 |

| Linie 1 | Prüfening – Rennplatz – Dachbettener Übergang – Krankenhaus – Margaretenau – Lessingstraße – Steinmetzstraße – Frühlingstraße – Jakobstor – Arnulfsplatz – Haidplatz – Kohlenmarkt – Bischofshof – Domplatz – Moltkeplatz – Königsstraße – Hotel Maximillian – Roritzerstraße – Stobäusplatz – Pestalozzistraße – Safferlingstraße – Kavalleriekaserne – Hindenburgstraße – Nachrichtenkaserne – Pürkelgut | 7,1 Kilometer  | 25 Haltestellen |
| Linie 2 | Bahnhof – Hotel Maximillian – Königsstraße – Moltkeplatz – Domplatz – Bischofshof – Brückentor – Oberer Wöhrd -Stadtamhof – Blaue Traube – Schwandorfer Straße – Lappersdorfer Straße – Reinhausen – Reinhausen Kirche | 3,0 Kilometer  | 14 Haltestellen |
| Linie 3 | Domplatz – Moltkeplatz – Schwanenplatz – Kallmünzergasse – Ostengasse – Niklasstraße – Orleansstraße – Schlachthof – Prinz-Ludwig-Straße | 1,85 Kilometer | 9 Haltestellen  |
| Linie 4 | Arnulfsplatz – Bismarkplatz – Wittelsbacherstraße – Justizpalast – Friedensstraße – Gutenbergstraße – Kumpfmühl | 1,4 Kilometer  | 7 Haltestellen  |

### Liniennetz 1947

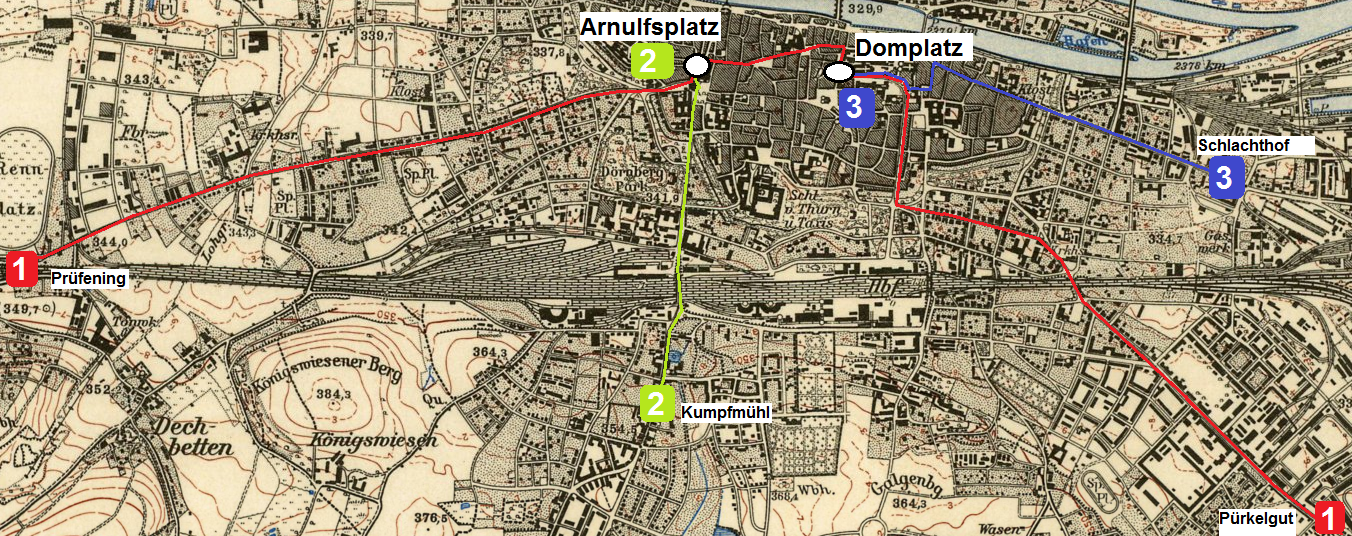
Liniennetz 1947–1955

Durch die Zerstörungen im Krieg konnten nach Behebung der Schäden nur noch 10,4 Kilometer in Betrieb genommen werden. Die Linie 2 wurde nach Sprengung der Steinernen Brücke am 23. April 1945 nicht mehr in Betrieb genommen. Die ehemalige Linie 4 zwischen dem Arnulfsplatz und Krumpfmühl wurde jetzt zur Linie 2. Demnach wurden die Haltestellen Arnulfsplatz, Alter Kornmarkt und Domplatz nun die einzigen Haltestellen, an denen mehr als eine Linie verkehrte. Nach dem Zweiten Weltkrieg wurden folgende Strecken wiedereröffnet:
- 1946: Linie 1 zwischen Prüfening und dem Arnulfsplatz
- 1946: Linie 1 zwischen Arnulfsplatz und Pürkelgut
- 1946: Linie 3 Domplatz – Schlachthof
- 1947: Linie 2 zwischen dem Arnulfsplatz und Kumpfmühl

Strecken stillgelegt wurden:
- 1955: Linie 3 (Domplatz – Schlachthof)
- 1959: Linie 2 (Arnulfsplatz – Krumpfmühl)
- 1964: Linie 1 (Prüfening – Pürkelgut)

| Linien | Streckenlänge  | Zeit      |
| ------ | -------------- | --------- |
| 3      | 10,4 Kilometer | 1947–1955 |

| Linie 1 | Prüfening – Rennplatz – Dachbettener Übergang – Krankenhaus – Margaretenau – Lessingstraße – Steinmetzstraße – Frühlingstraße – Jakobstor – Arnulfsplatz – Haidplatz – Kohlenmarkt – Bischofshof – Domplatz – Moltkeplatz – Königsstraße – Hotel Maximilian – Roritzerstraße – Stobäusplatz – Pestalozzistraße – Safferlingstraße – Kavalleriekaserne – Hindenburgstraße – Nachrichtenkaserne – Pürkelgut | 7,1 Kilometer  | 25 Haltestellen |
| Linie 2 | Arnulfsplatz – Bismarckplatz – Wittelsbacherstraße – Justizpalast – Friedensstraße – Gutenbergstraße – Kumpfmühl | 1,4 Kilometer  | 7 Haltestellen  |
| Linie 3 | Domplatz – Moltkeplatz – Schwanenplatz – Kallmünzergasse – Ostengasse – Niklasstraße – Orleansstraße – Schlachthof – Prinz-Ludwig-Straße | 1,85 Kilometer | 9 Haltestellen  |

## Fahrzeuge

### MAN-Wagen (1902–1929)

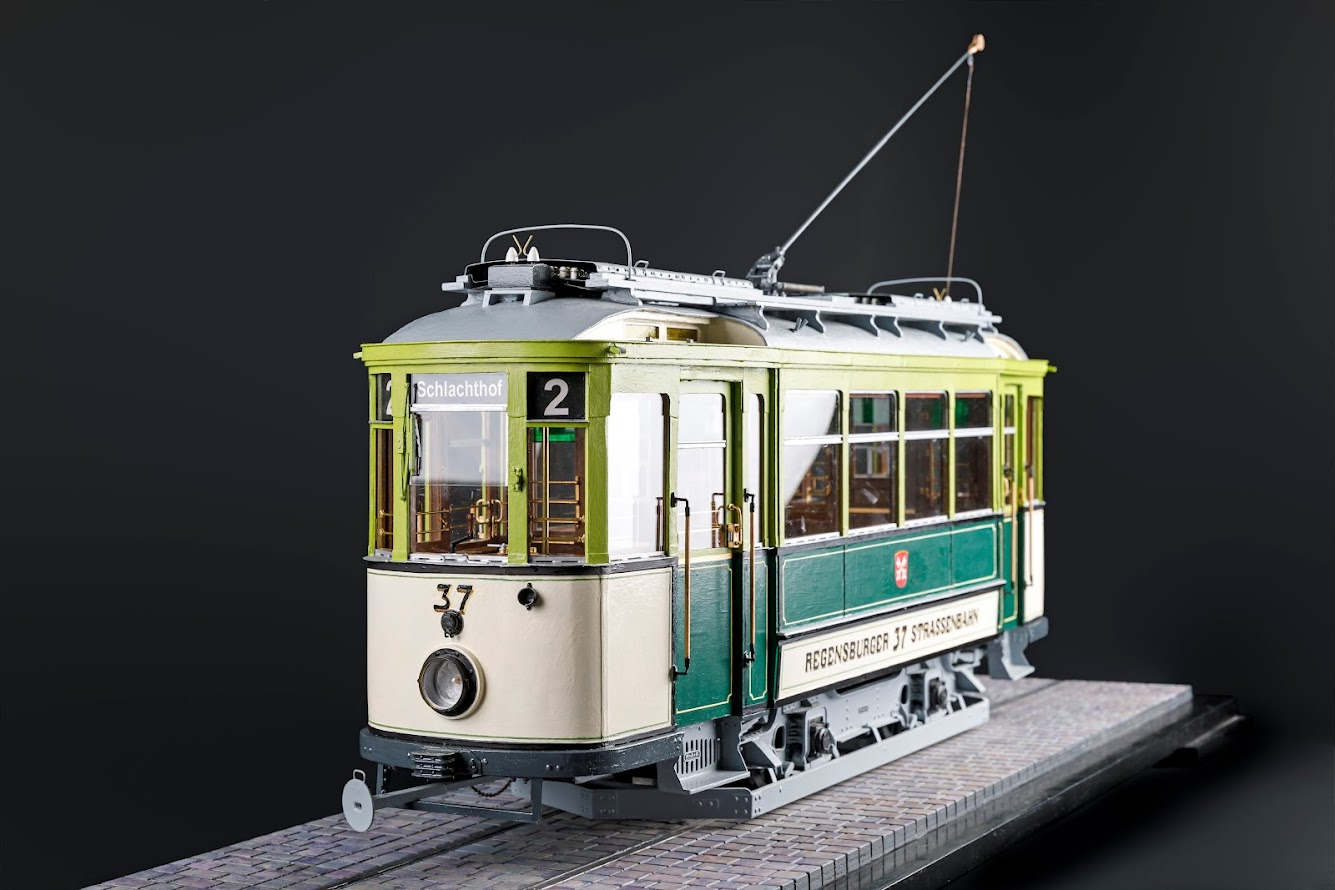
Modell des Triebwagens 38

Bei der Betriebseröffnung 1903 besaß die Elektrizitäts-AG vorm. Schuckert & Co 16 Motorwagen. 13 waren im Linienverkehr eingesetzt, die drei übrigen dienten als Reserve oder befanden sich in Reparatur. Diese von MAN gelieferten Wagen hatten zwei Motore mit jeweils 18 PS. Sie besaßen zwei Achsen und boten 12 Steh- und 14 Sitzplätze. Der Fahrer stand noch frei auf dem Führerstand, der wie die Plattformen noch nicht verglast war. Zur Verstärkung mietete die Elektrizitäts-AG vorübergehend 10 Beiwagen der Straßenbahn Würzburg an und öfter mussten schon im Sommer die Motorwagen der Linie nach Prüfening noch einen oder gar zwei Beiwagen ziehen. 1904 beschaffte man drei seitlich offene Sommerbeiwagen und zwei geschlossene Beiwagen aus dem Bestand der ehemaligen Würzburger Pferdebahn.
Am 8. Juli 1905 abends um 17:00 Uhr erprobte man erstmals einen glasverkleideten Motorwagen, bei dem man die Glasverkleidung selbst eingebaut hatte. Die verkleideten Führerstände gingen auf die Regierung zurück, die sie anregte, um Fahrer und Fahrgäste vor den Unbilden des Wetters zu schützen. Doch die Firma Schuckert war der Ansicht, dass solche Glaswände unnötig, ja sogar gefährlich seien. Fahrer und Passagiere konnten durch Glassplitter verletzt werden, die freie Aussicht würde beeinträchtigt. Den Straßenbahnfahrern sollte eher warme Kleidung zur Verfügung gestellt werden, um sie vor „bösartigen Witterungsunbilden“ wenigsten einigermaßen zu schützen. Doch Bürgermeister Geib erkundigte sich in München, Nürnberg und Augsburg und erfuhr, dass man dort beste Erfahrungen mit Schutzvorrichtungen gemacht hatte. Auch bereite „die Verwandlung offener Perrons in geschlossene“ keinerlei Schwierigkeiten. So beschloss der Stadtrat am 19. Januar 1905, die Firma Schuckert solle umgehend Pläne für die Anbringung von Schutzwänden ausarbeiten und vorlegen, damit die Angelegenheit, „die die Gemüter in höchstem Maße erregt, endlich einer befriedigenden Lösung zugeführt werden könne.“ So wurden bis Oktober 1905 alle Wagen mit gläsernen Schutzwänden versehen.

MAN-Triebwagen 37 begegnet Rathgeber-Triebwagen 45 auf Linie 1 an der Haltestelle Ernst-Reuter-Platz, 1964

Bei Dunkelheit wurden die Straßenbahnen ursprünglich durch Petroleumlampen beleuchtet, doch am 10. November 1904 genehmigte der Stadtmagistrat von Regensburg die Umstellung auf elektrisches Licht, wodurch die Verkehrssicherheit bei Nacht wesentlich erhöht wurde. Während des Zweiten Weltkriegs mussten aus Gründen der Verdunklung die Wagenlampen des Nachts bis auf einen schmalen Schlitz verdunkelt werden. Im Inneren waren die Rollos heruntergelassen und die Lampen waren zum Teil mit blauer Farbe übermalt.
Im Jahre 1910 fand in Regensburg die Oberpfälzer Kreisausstellung statt. Um den zu erwartenden Ansturm bewältigen zu können, bestellte die Stadt bei MAN rechtzeitig drei neue Motorwagen mit den Nummern 17–19. Diese waren nun schon wesentlich größer als die bisherigen. Sie fassten jeweils 38 Fahrgäste, davon 16 auf Sitzplätzen. Die Motorleistung war von früher 18 PS auf nun insgesamt 70 PS gesteigert worden. Jeder Wagen kostete 13.200 Mark. Am 2. Juli 1910 fand die Probefahrt statt. Die Abnahmekommission mit vielen namhaften Persönlichkeiten war mit Probefahrt und Wagenprüfung vollauf zufrieden. Für die Ausstellung war vom Wittelsbacherplatz vor dem Jakobstor bis zum Ausstellungspavillon (am Platz der jetzigen Ostdeutschen Galerie etwa) ein Stumpfgleis gebaut worden, das nach der Ausstellung noch einige Zeit zum Abstellen von Anhängern diente. Während die ersten 16 Motorwagen einen Achsstand von nur 1600 Millimetern hatten, der sie verhältnismäßig unruhig laufen ließ, betrug dieser bei der zweiten Lieferung mit den Wagennummern 17–19 schon 1800 Millimeter. Die Beiwagen hatten einen Achsstand von 1200 Millimetern (fünf offene) bis 1350 Millimetern (ein geschlossener). Am Ende des Ersten Weltkriegs wurden insgesamt acht offene und ein geschlossener Beiwagen eingesetzt. Die offenen Wagen waren während der kalten Jahreszeit geschlossen. 1919 kaufte man wieder drei neue Motorwagen, die als 20–22 bezeichnet und ebenfalls bei MAN gebaut worden waren. Alle Motorwagen bis Nummer 44 stammten dabei vom MAN-Werk in Nürnberg. Über die Anhänger war keine endgültige Klarheit zu schaffen. Sicher ist, dass um 1912 und später ein kleiner Anhänger Nummer 48 mit offener Plattform im Einsatz war. Er besaß zwölf Sitzplätze, wurde umgangssprachlich „Kinderwagl“ genannt und kam nur an Renntagen zur Verstärkung zum Einsatz. Sein Verbleib ist unbekannt. 1920 wurden von der Straßenbahn Schöneiche bei Berlin vier Anhänger zum Preis von je 3000 Mark gekauft. Sie hatten offene Plattformen und bekamen die Nummern 70–73. Außen waren sie orange mit blauen Seitenwände; Sie besaßen 20 Längssitzplätze. Beim Personal waren sie unbeliebt, da sie schwer zu schieben waren. Mit der Auslieferung der dritten Serie 1927 verschwanden sie wieder. Ihr Verbleib ist unbekannt. 1927 kaufte die Stadt 13 und 1935 weitere drei Motorwagen. Alle waren zweiachsig. Die Motorleistung war von 80 PS auf 108 PS bei der Lieferung von 1929 gesteigert worden. Das Platzangebot blieb jedoch unverändert.
Ursprünglich fuhr die Regensburger Straßenbahn mit Stangenstromabnehmern, erst ab 1947 fanden Scherenstromabnehmer Verwendung. Der Wagen 23 wurde als erster damit ausgerüstet. Als sich das bewährte, folgten bald alle anderen. Anfangs hatten die Wagen noch die sogenannten Laternendächer, später Tonnendächer. Ursprünglich hatten die Wagen auf dem Dach ein Fahrtrichtungsschild, das nicht verändert wurde. Daher zeigte das Schild vorn, wohin der Wagen fuhr, hinten, woher er kam. Unter dem Schild befand sich je eine farbige, runde Glasscheibe, die des nachts von innen beleuchtet wurde und die Linienfarbe anzeigte. Ab etwa 1927 wurden die Linien mit Nummern auf dem Dach angezeigt. Die Laternenwürfel auf dem Dach bei den Triebwagen 23–35 hatten zunächst keine Nummern, sondern strahlten nur das Richtungsschild nach hinten an. Später verschloss man die Laternenwürfel rundum und malte die entsprechende Liniennummer auf. Zu den gewöhnlichen elektrischen Bremsen wurden ab 1955 Magnetschienenbremsen eingebaut, durch welche die Bremswirkung erheblich erhöht wurde. Sie befanden sich unmittelbar über dem Gleis zwischen den Rädern in der Wagenmitte. Die Wagen 41 bis 44 waren schon ab 1947 damit ausgerüstet. Die ersten Serien hatten die in Bayern allgemein üblichen Fallgitter, auch Dix-Türen genannt. Bis Wagen 44 waren alle Triebwagen aus Holz gebaut, außer den Sommerwagen hatten alle Trieb- und Beiwagen, die bis 1956 gekauft wurden, hölzerne Längsbänke.

### Rathgeber-Wagen (1955)
Die modernsten Regensburger Wagen wurden 1955 im Rahmen von Plänen zum zweigleisigen Ausbau nach Kumpfmühl und auch zur Erweiterung bei Rathgeber in München bestellt und 1956 ausgeliefert. Nach der Stilllegung der Straßenbahn wurden diese Verbandswagen günstig an die Straßenbahn Darmstadt verkauft und dort noch längere Zeit eingesetzt. Hierbei handelte es sich um die Triebwagen 45–48 und die Beiwagen 77–80, die bei der HEAG die neuen Nummern 86–89 und 199–202 erhielten. Von dort kam ein Straßenbahnzug bestehend aus dem Triebwagen 47 und dem Beiwagen 79 am 27. November 1990 zurück in seine alte Heimat, wo er bis 2017 als Denkmal im Busbetriebshof stand.
Baugleiche Fahrzeuge der Münchener Waggonfabrik Josef Rathgeber befinden sich noch bei der Straßenbahn Würzburg als „Schoppenexpress“ und in Darmstadt als „Datterich-Express“ im Einsatz.

### Sonstige Fahrzeuge
- Schneepflugschiebewagen, Eigenbau, ohne Nummer, Baujahr 1949, Anzahl: 1, verschrottet
- Mannschaftsbeiwagen, Eigenbau, ohne Nummer, Baujahr 1932, Anzahl: 2, verschrottet für Transporte von Material und Geräten
- Bremsmeßwagen, Siemens, ohne Nummer, Baujahr 1953, Anzahl: 1, verschrottet[11]
- Magirus – Oberleitungsreparaturwagen in Dienst gestellt am 1. August 1953. Zuletzt im Besitz der Firma „Elektro Humig“[12]

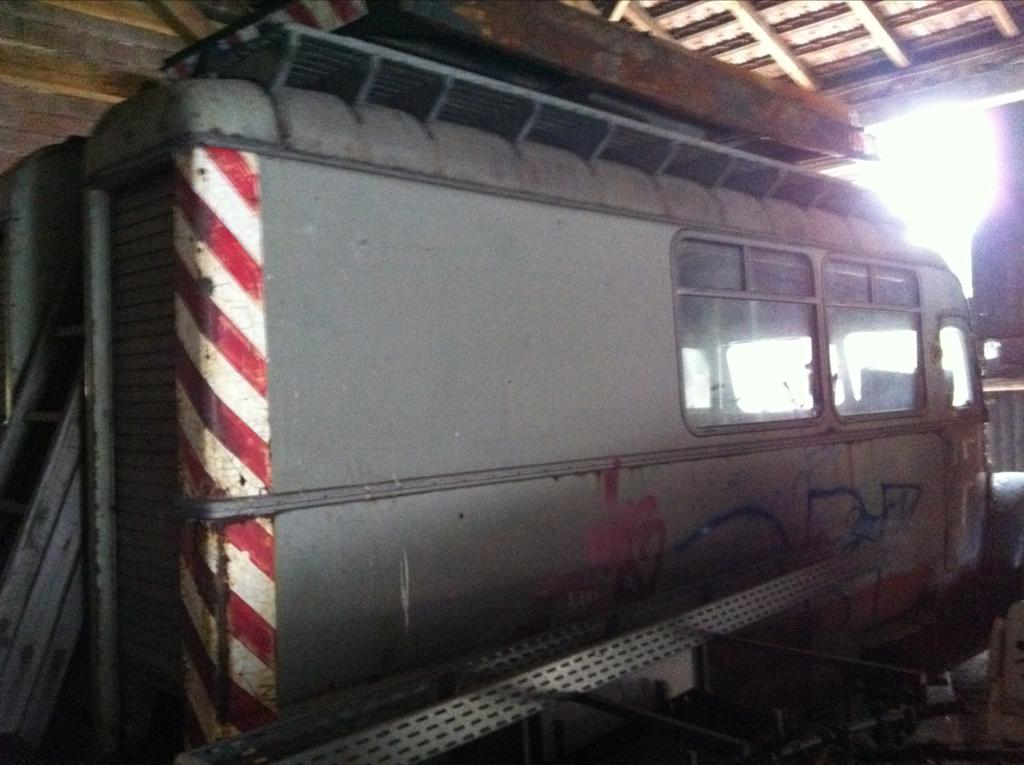
Magirus Oberleitungsreparaturwagen Regensburg 2020 bei Humig

### Fahrzeugliste
| Hersteller | Typ                        | Serie      | Nummernreihe | Baujahr | Leistung  | Anzahl Stehplätze      | Anzahl Sitzplätze      | Sonstiges |
| ---------- | -------------------------- | ---------- | ------------ | ------- | --------- | ---------------------- | ---------------------- | --- |
| MAN        | Triebwagen                 | Serie I:   | Nr. 1–16     | 1902    | 2 × 18 PS | 12                     | 14                     | ab 1905 verkleidet, bis 1948 alle verschrottet, 1–3 zuletzt Dienstwagen |
| MAN        | Triebwagen                 | Serie II:  | Nr. 17–19    | 1910    | 2 × 35 PS | 22                     | 16                     | Nr. 18 kriegszerstört, Nr. 17 zuletzt Reklamewagen, alle verschrottet |
| MAN        | Triebwagen                 | Serie III: | Nr. 20–22    | 1919    | 2 × 40 PS | 32                     | 16                     | Nr. 20 nach Unfall ausgeschieden, alle verschrottet, Nr. 11 und 22 Arbeitswagen |
| MAN        | Triebwagen                 | Serie IV:  | Nr. 23–35    | 1927    | 2 × 40 PS | 32                     | 16                     | Nr. 27 Reklamewagen, Nr. 33 Salzstreuwagen, Nr. 35 Schweißwagen, alle verschrottet |
| MAN        | Triebwagen                 | Serie V:   | Nr. 36–38    | 1929    | 2 × 54 PS | 32                     | 16                     | alle verschrottet |
| MAN        | Triebwagen                 | Serie VI:  | Nr. 39–44    | 1935    | 2 × 54 PS | 32                     | 16                     | alle verschrottet |
| MAN        | Beiwagen                   | Serie I:   | Nr. 52–56    | 1893    | 0 PS      | 12                     | 16                     | |
| MAN        | Beiwagen                   | Serie II:  | Nr. 47–48    | 1893    | 0 PS      | 12                     | 10                     | |
| MAN        | Beiwagen                   | Serie III: | Nr. 49–51    | 1904    | 0 PS      | 12                     | 15                     | |
| MAN        | Beiwagen                   | Serie IV:  | Nr. 57–60    | 1912    | 0 PS      | 34                     | 16                     | geschlossene Sommerwagen, Fallgittertüren, alle verschrottet |
| MAN        | Beiwagen                   | Serie V:   | Nr. 61–69    | 1927    | 0 PS      | 34                     | 16                     | alle verschrottet |
| MAN        | Beiwagen                   | Serie VI:  | Nr. 70–76    | 1929    | 0 PS      | 34                     | 16                     | alle verschrottet |
| Rathgeber  | Triebwagen                 |            | Nr. 45–48    | 1955    |           |                        | 22                     | Verbleib der Triebwagen (ausklappbar) - 45/86: 22. Januar 1992 verschrottet - 46/87: 17. Juli 1989 an Zentralwerkstatt Mannheim; Ersatzteilspender; verschrottet - 47/88: 27. November 1990 an Regensburger Verkehrsbetriebe; Denkmal vor Busdepot - 48/89: 25. Juli 1990 verschrottet |
| Rathgeber  | Beiwagen                   |            | Nr. 77–80    | 1955    | 0 PS      |                        | 22                     | Verbleib der Beiwagen (ausklappbar) - 77/199: 1. Oktober 1991 in Darmstadt verschrottet - 78/200: 14. November 1994 an Freundeskreis Stadtmuseum; 4. Mai 1995 nach Naumburg (Saale) als Party-Beiwagen; 1999 in Eberstädter Wagenhalle als Friseursalon hin geholt von der Darmstädter Bauverein AG. Der Wagenkasten diente als Büro des Einrichtungshauses Galleriagrande in Darmstadt-Eberstadt. Aktuell (Stand August 2025) steht er bei Vitbikes in der Heidelberger Landstrasse 188 in Eberstadt - 79/201: 27. November 1990 an Regensburger Verkehrsbetriebe; Denkmal vor Busdepot - 80/202: 1994 abgestellt; Museumswagen in Darmstadt |
| Eigenbau   | Schneepflugschiebewagen    |            | ohne Nummer  | 1949    |           | kein Personentransport | kein Personentransport | verschrottet |
| Eigenbau   | Mannschaftsbeiwagen        |            | ohne Nummer  | 1932    | 0 PS      | kein Personentransport | kein Personentransport | verschrottet, für Transporte von Material und Geräten benutzt |
| Siemens    | Bremsmeßwagen              |            | ohne Nummer  | 1953    |           | kein Personentransport | kein Personentransport | verschrottet |
| Magirus    | Oberleitungsreparaturwagen |            | ohne Nummer  | 1953    |           | kein Personentransport | kein Personentransport | im Besitz der Firma „Elektro Humig“ |

## Erhalt des letzten Straßenbahnzuges
Die Interessengemeinschaft Historische Straßenbahn Regensburg gründete sich anlässlich des 50. Jahrestags der Stilllegung am 1. August 2014. Ziel ist der Erhalt des letzten Regensburger Straßenbahnzuges, der auf dem RVB-Betriebshof steht. Nachdem eine Unterschriftensammlung das Ziel von symbolischen 2014 Unterschriften überschritt, sagte Oberbürgermeister Joachim Wolbergs zu, das Thema in den Stadtrat zu bringen.
Oberbürgermeister Wolbergs sagte anschließend schriftlich zu „wenn die Initiative 100.000 Euro in der Bürgerschaft sammeln würde, würde die Stadt Regensburg den Zug restaurieren und eine angemessene Unterbringung organisieren“.
Die Kosten der Restaurierung wurden auf 200.000 bis 300.000 Euro geschätzt, die jedoch die Stadt nicht vollständig übernehmen konnte. Im Dezember 2015 waren mehr als 28.000 Euro erreicht.
Im Oktober erhielt die Interessengemeinschaft die Rechtsform eines eingetragenen Vereins.
Nach dem Bürgerfest 2017 wurden Triebwagen 47 und Beiwagen 79 in die neue Halle in der Dieselstraße transportiert, in welcher das Unternehmen Haber & Brandner die Restaurierung durchführte. Der Auftrag zur Restaurierung des Beiwagens wurde am 1. August 2017 erteilt.
Für die Restaurierung des Triebwagens schlug die Interessengemeinschaft im September 2017 dem Stadtrat vor, den historischen Straßenbahnzug als erlebbares Denkmal touristisch zu nutzen.
Beim Regensburger Ostengassenfest vom 22. bis 24. Juni 2018 wurde der restaurierte Beiwagen 79 der Öffentlichkeit vorgestellt.
Am 14. Juli 2020 konnte die Interessengemeinschaft die Spendensammlung über die 2014 geforderten 100.000 Euro zur Restaurierung abschließen. Am 27. November 2020 führte sie zusammen mit der Ostbayerisch-Technischen Hochschule Regensburg zwei Motorentests am Triebwagen durch. Am 26. Oktober 2021 wies die Hochschule zusammen mit der Interessengemeinschaft die Fahrfähigkeit des Triebwagens 47 nach, er fuhr aus eigener Kraft mit elektrischer Stromzufuhr auf dem existierenden Gleis in der Dieselstraße. Am 19. November 2021 wurde der Wagen zur fahrfähigen Restaurierung bei der MPK Krakau abgeholt.
Der letzte Triebwagen wurde von Krakau zur Plauener Straßenbahn überführt und wurde hier bereits vom letzten Regensburger Straßenbahner im Betriebshof Plauen einige Runden gefahren.
Für das erste Juliwochenende 2022 wurde anlässlich des Ostengassenfestes eine etwa 80 m lange Gleisstrecke westlich des Ostentors verlegt, welche genau auf der dort bis 1955 betriebenen Trasse gelegen hat. Der aufgearbeitete Beiwagen Nr. 79 vom Rathgeber-Zug wurde auf dieser Strecke erstmals wieder mit einem elektrischen Rangierwagen „E-Maxi“ vor den Beiwagen gespannt, mit Personen gefahren.

Ankunft des Triebwagens 46 und des Beiwagens 79 im August 1964 in Darmstadt
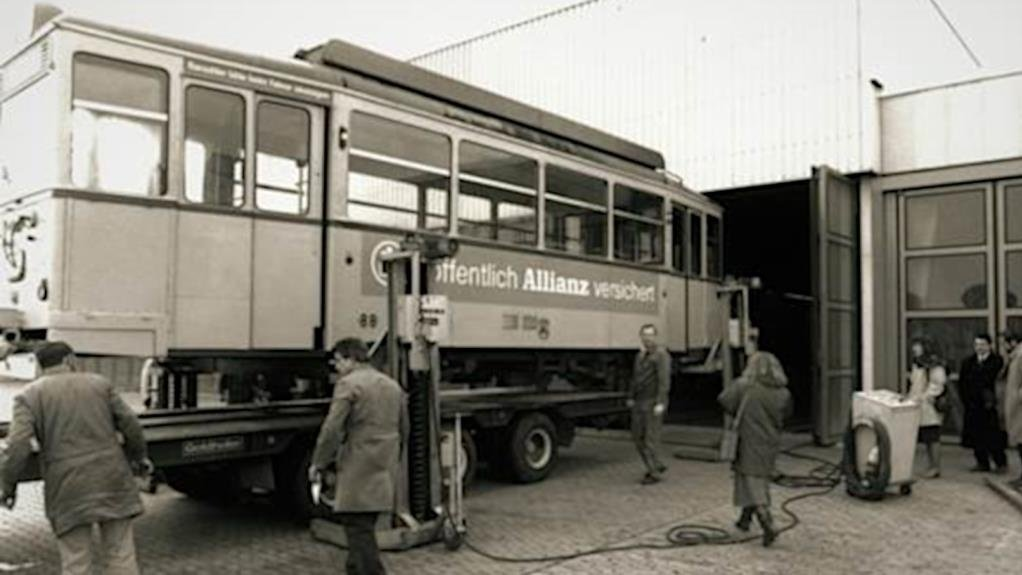
Anlieferung aus Darmstadt am 27. November 1990
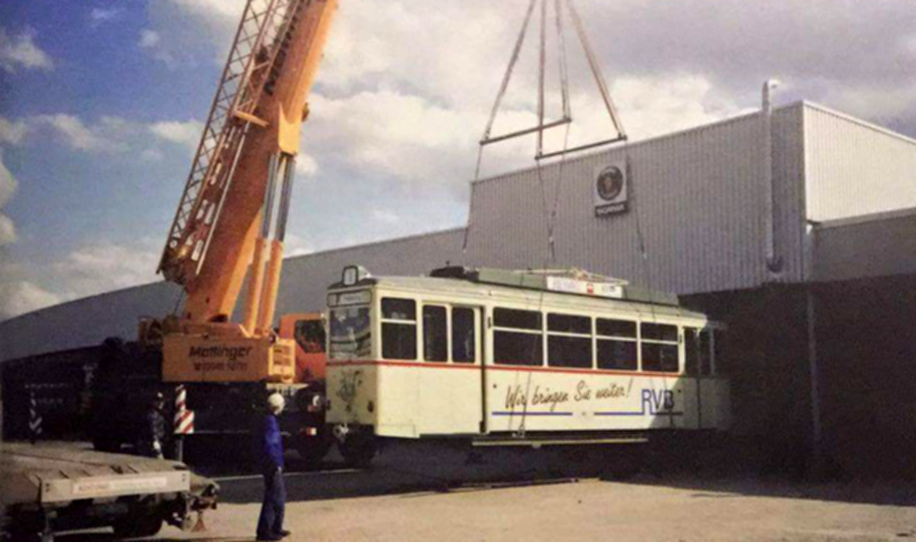
Vorbereitung zum Bürgerfest am 22. Juni 1995
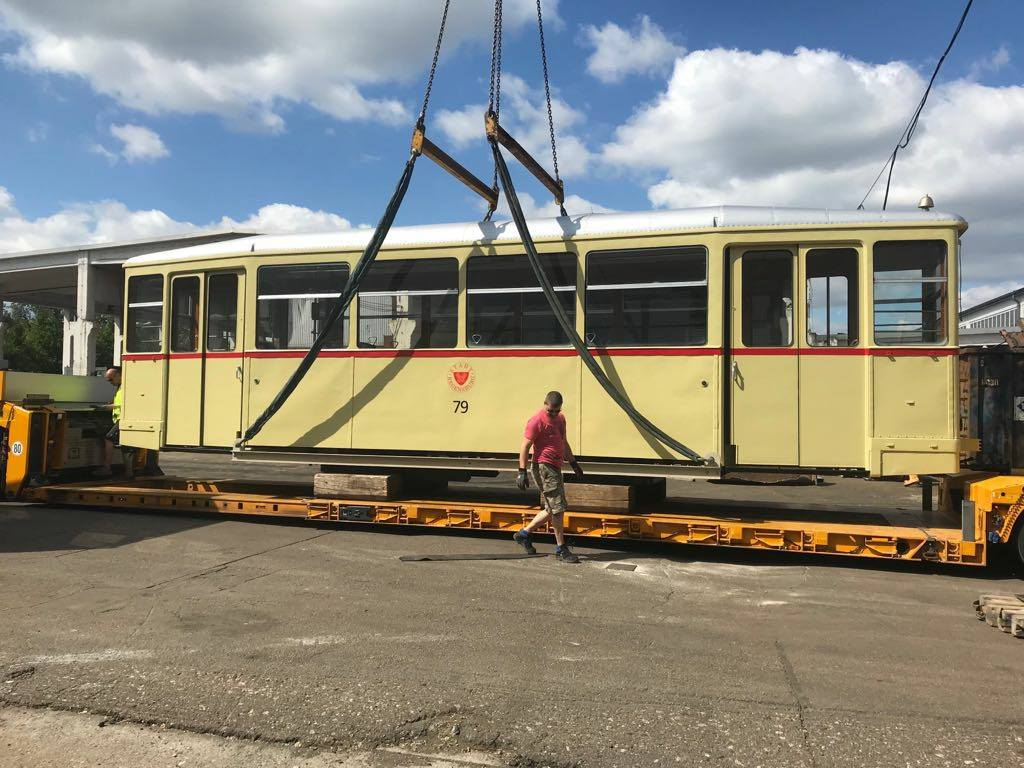
Restaurierter Beiwagen 79 beim Transport, 2018
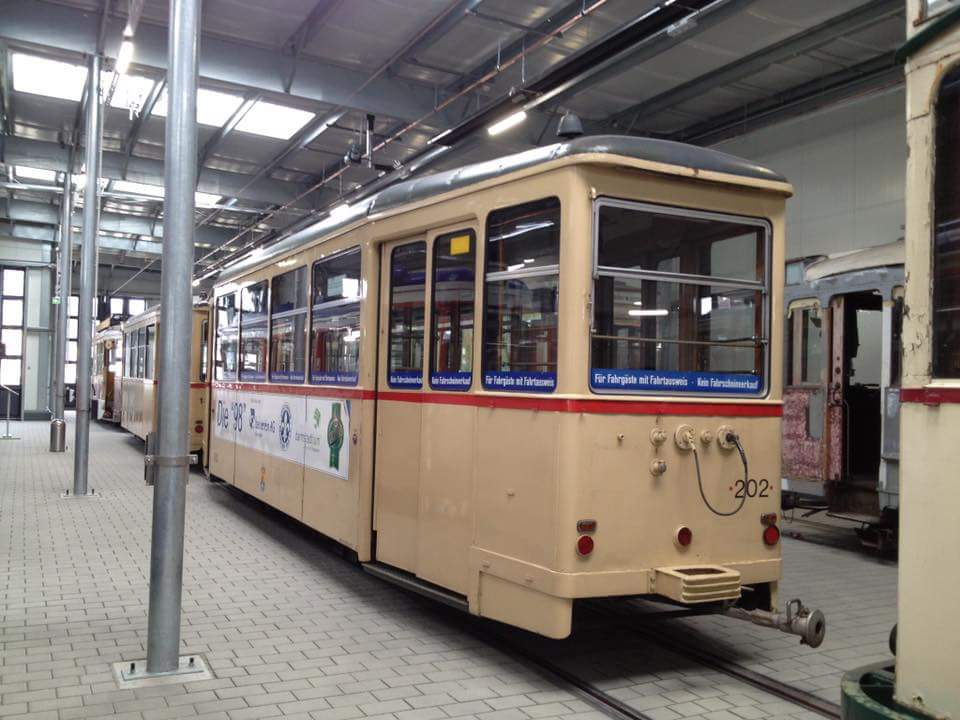
Beiwagen 80 in Darmstadt-Kranichstein
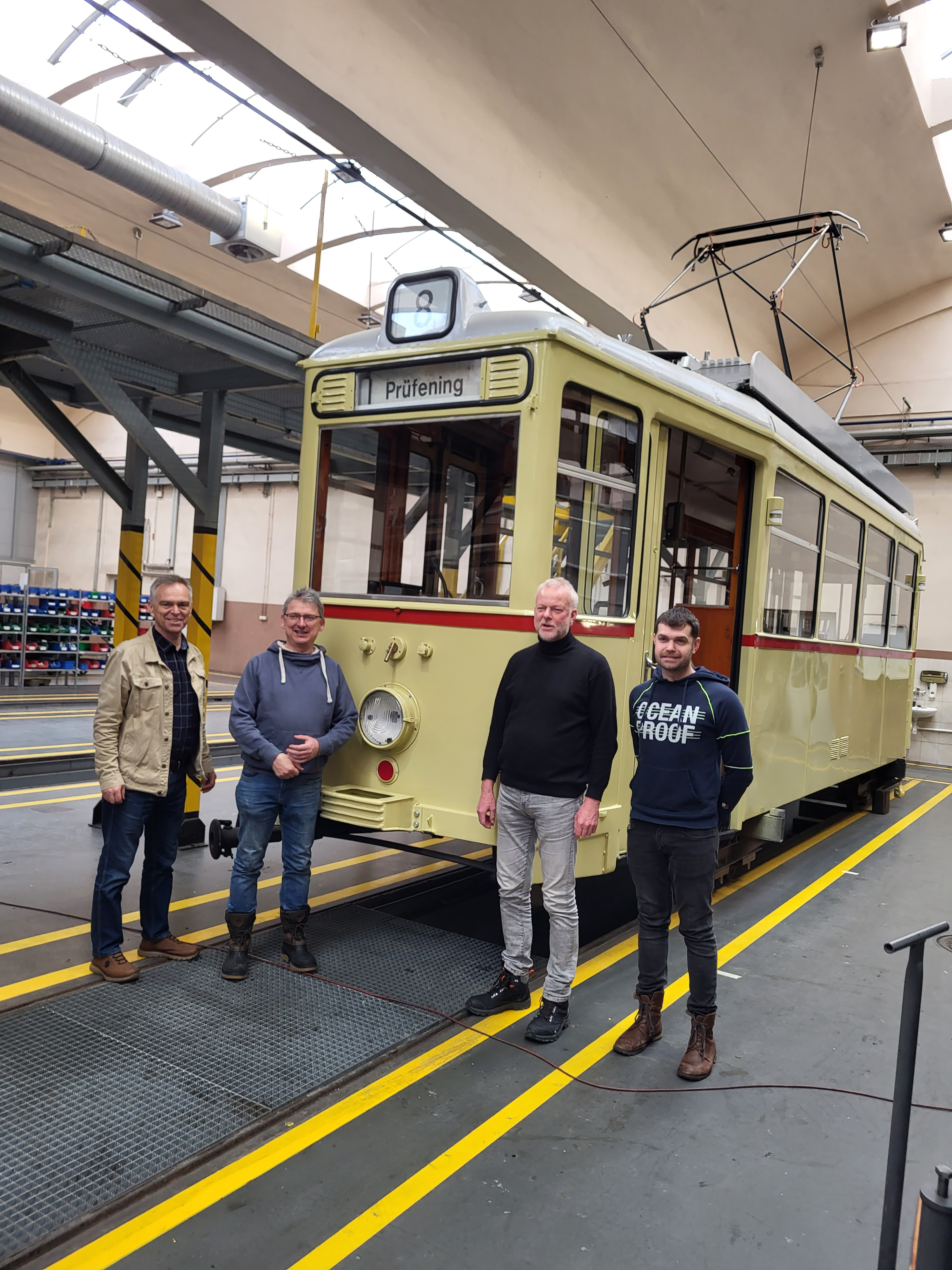
Endabnahme bei der MPK Krakau
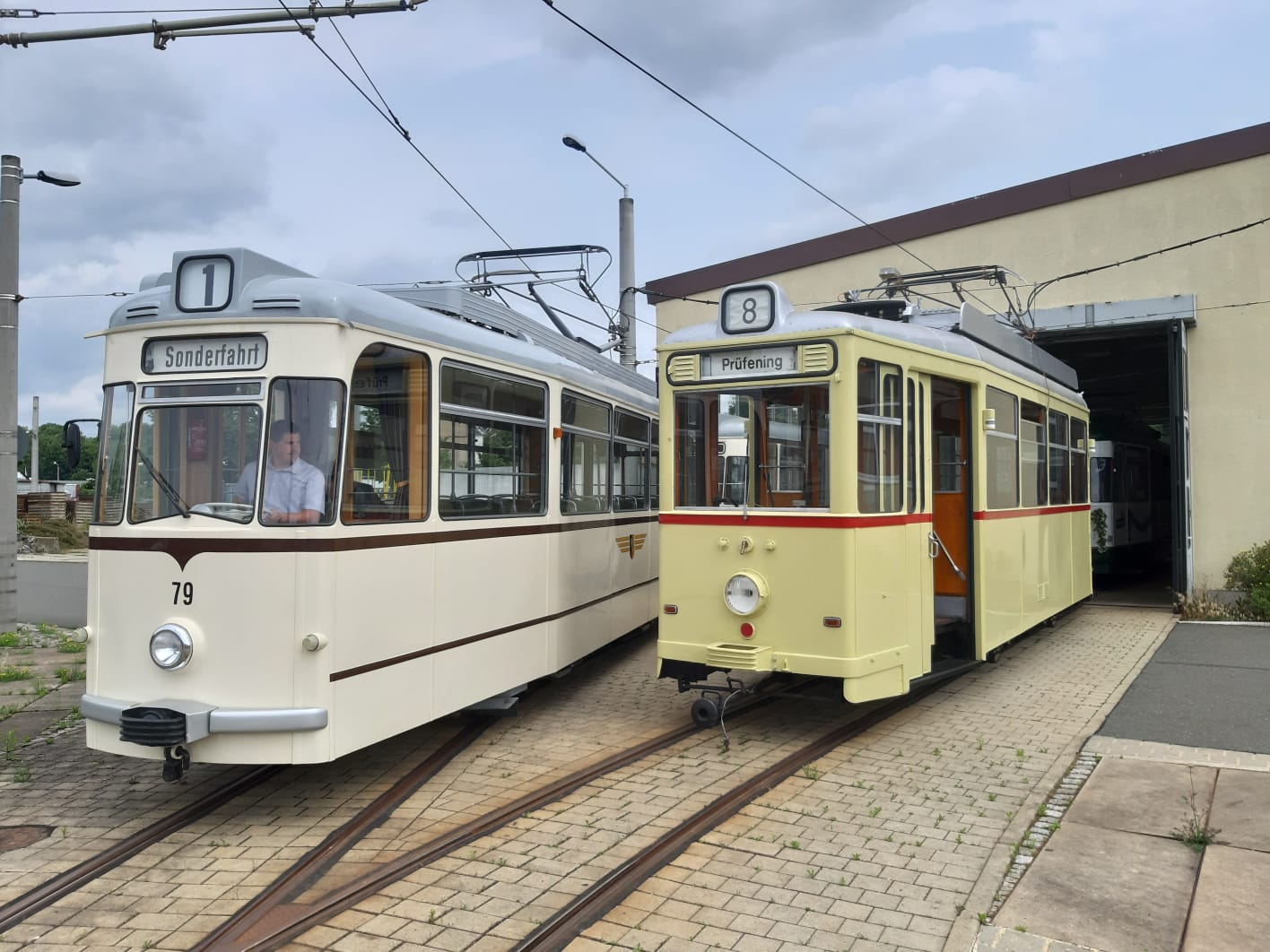
Erste Fahrt des Regensburger TW47 in Plauen
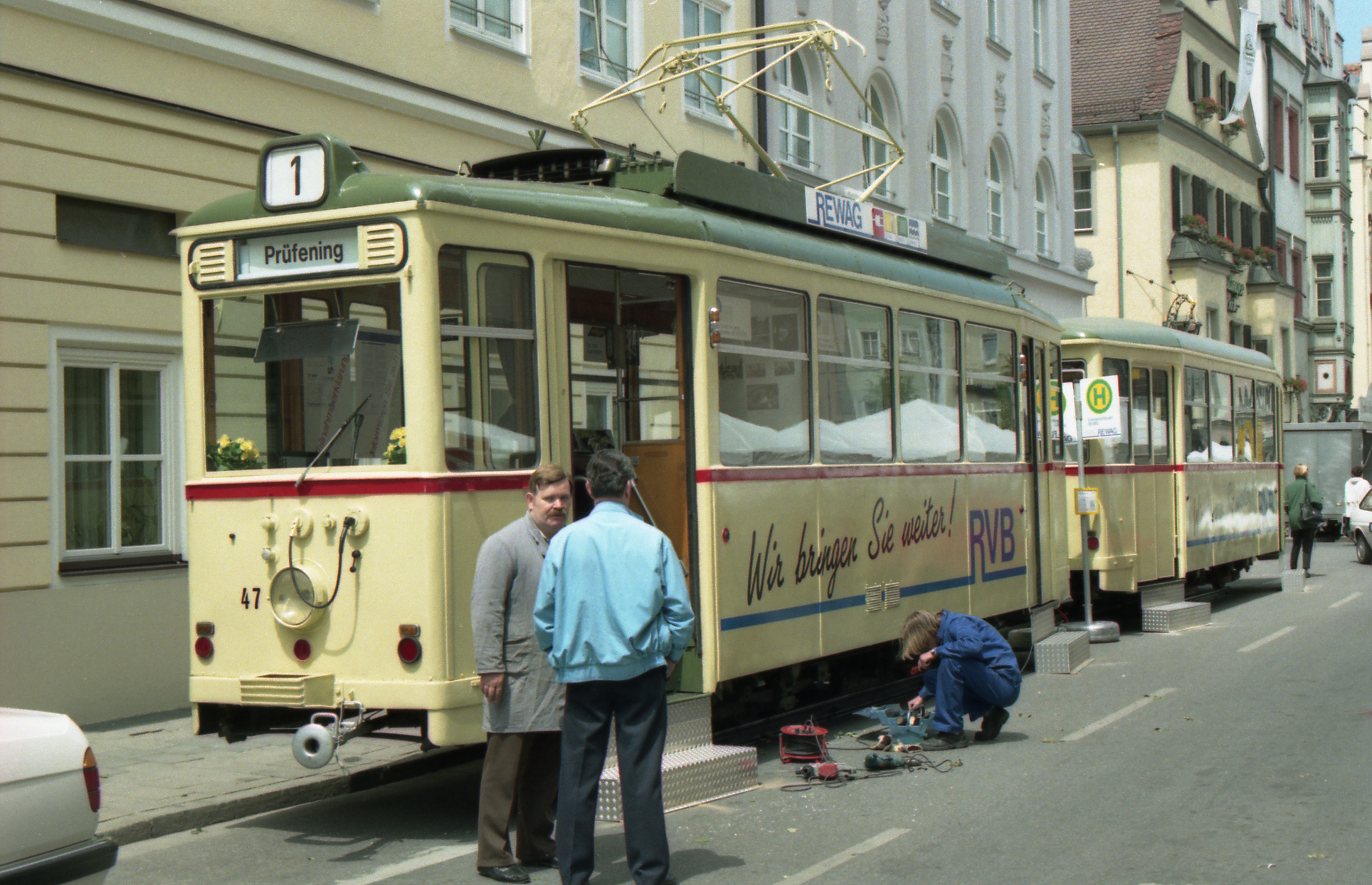
Arnulfsplatz Neuhauserstraße 1995
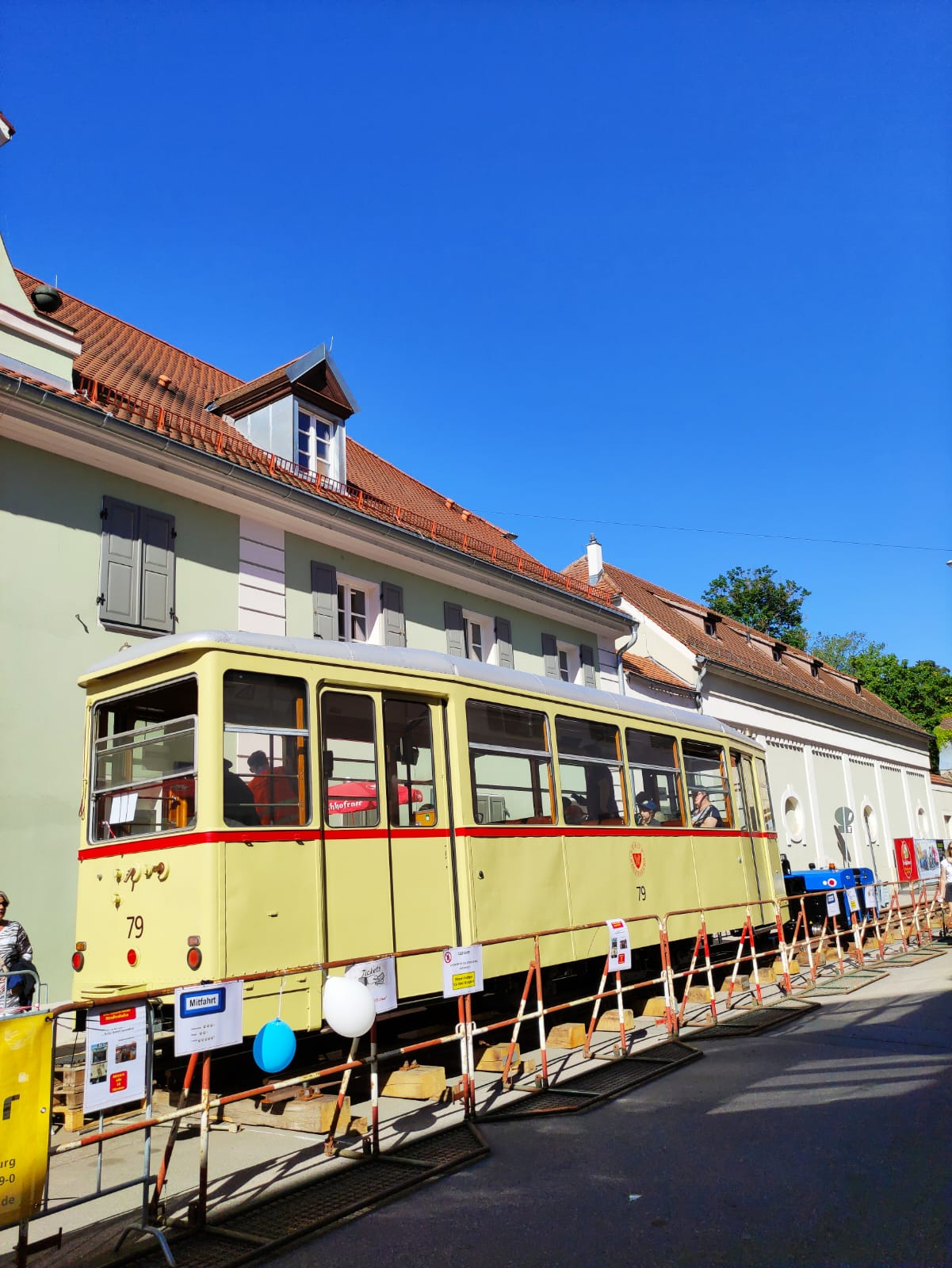
Betrieb zum Ostengassenfest 2022

## Museumsstrecke
| \| \| \| Zum Hauptbahnhof \| \| \| \| \| \| \| \| \| \| \| \| \| \| \| Zum Gartenamt \| \| \| \| \| Fußgängerübergang \| \| \| \| \| \| \| \| \| \| Fußgängerübergang \| \| \| \| \| \| \| \| \| \| \| \| \| \| \| Guerickestraße \| \| \| \| \| \| \| |  |                   |                   |
| Strecke |  | Zum Hauptbahnhof  | Zum Hauptbahnhof  |
| Strecke von links (außer Betrieb) · Abzweig geradeaus und nach rechts (Strecke außer Betrieb) |  |                   |                   |
| Strecke (außer Betrieb) |  |                   |                   |
| Strecke (außer Betrieb) · Abzweig geradeaus und ehemals nach links |  | Zum Gartenamt     | Zum Gartenamt     |
| Bahnübergang (Strecke außer Betrieb) · Bahnübergang |  | Fußgängerübergang | Fußgängerübergang |
| Strecke (außer Betrieb) · Strecke |  |                   |                   |
| Bahnübergang (Strecke außer Betrieb) · Bahnübergang |  | Fußgängerübergang | Fußgängerübergang |
| Strecke nach links (außer Betrieb) · Abzweig geradeaus und ehemals von rechts |  |                   |                   |
| Strecke von links · Abzweig geradeaus und nach rechts |  |                   |                   |
| Haltepunkt / Haltestelle · Haltepunkt / Haltestelle |  | Guerickestraße    | Guerickestraße    |
| |  |                   |                   |

### Geschichte
Anfang September 2015 stellte die Interessengemeinschaft ein Konzept für einen normalspurigen Museumsbetrieb auf der Regensburger Donaulände zwischen dem Museum der bayerischen Geschichte und dem Marina Quartier vor. Es sieht eine Aufstellung des Triebwagens am neuen Parkhaus auf dem Wöhrd vor. Die Strecke sollte eingleisig auf einem Rasengleis 7–11 Meter von der Donau entfernt verlaufen. Von Hochwasser ist man ausgegangen. Da die Trasse nicht elektrifiziert worden wäre, wollte man eine Akku-Station am Marina-Quartier errichten. Ein Akku Wagen wäre an den Zug angehängt worden. Auf 400 Metern hätte man das Gleis der Hafenbahn genutzt. Insgesamt wäre die Strecke einen Kilometer lang gewesen.
Die vom Heidelberger Verkehrsplanungsbüro LTE zunächst vorgesehene Variante, in Verlängerung des Hafenbahngleises unter der Nibelungenbrücke, von der Weißen Villa entlang des Museumsufers bis zur Eisernen Brücke zu fahren und dabei auch noch das neue Marina Quartier anzubinden, hat sich jedoch als nicht praktikabel erwiesen. In einem Gespräch mit dem Regensburger Stadtplanungsamt wurde alternativ eine Innenstadtstrecke vom Hauptbahnhof zum Dom vorgeschlagen.

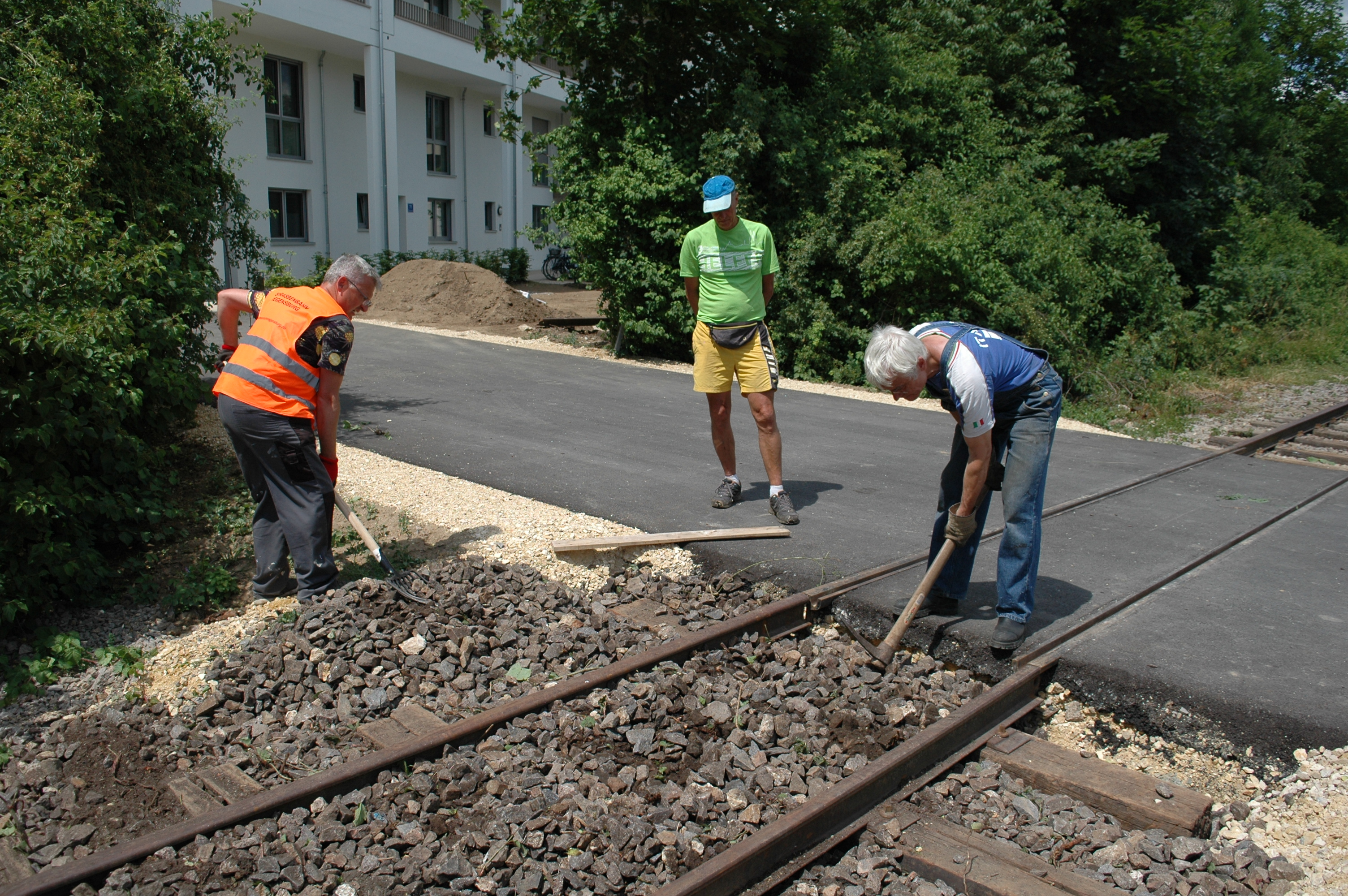
Vereinsmitglieder beim Schottern des umgespurten Gleises an der Guerickestraße (ehemaliges Anschlussgleis des Heeresversorgungsamtes)

Die Stadt Regensburg stellt für die fahrfähige Regensburger Straßenbahn das ehemalige Anschlussgleis des Heeresversorgungsamtes an der Guerickestraße zur Verfügung.

### Strecke
Die Strecke hat eine Länge von ca. 600 Metern. Ursprünglich ging sie weiter nach Süden zum Heeresversorgungsamt, wo sie sich in drei Verladegleise verzweigte. Die nach dem Zweiten Weltkrieg etwa um das Jahr 1950 errichtete Strecke hatte eine Länge von 850 Metern. Das Versorgungsamt wurde weiter stadteinwärts neben das Wasserwirtschaftsamt verlegt. Dadurch wurden am alten Standort Flächen frei, die für ein Wohnquartier genutzt wurden. Infolgedessen kam es zur Stilllegung und teilweise auch zum Abbau des Anschlussgleises. Der nördliche Teil besteht jedoch bis heute, da sich neben dem Gleis ein Biotop, welches überwiegend aus Hecken besteht, befindet und somit eine Bebauung nicht möglich ist.

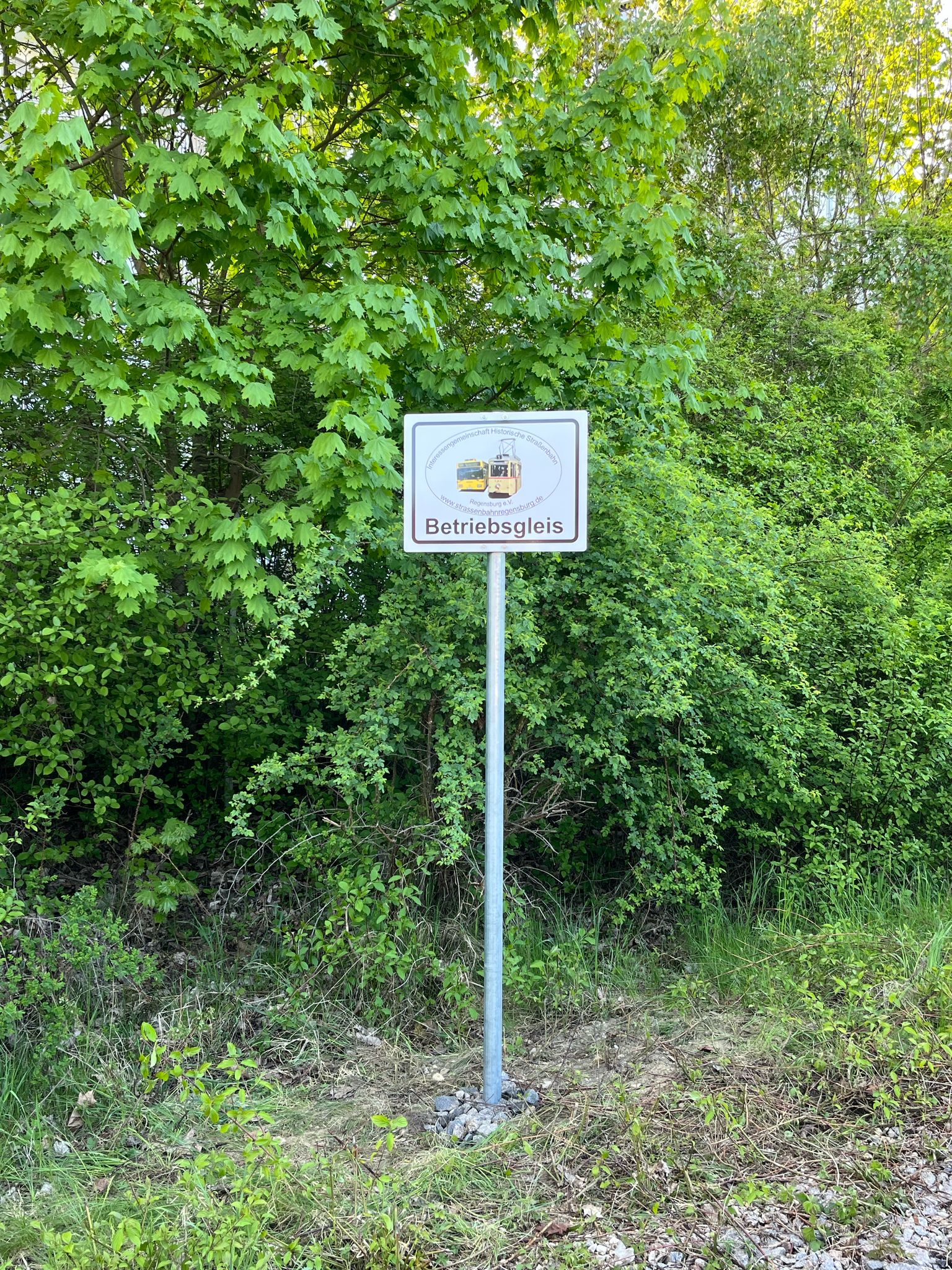
Betriebsgleis der Interessengemeinschaft Historische Straßenbahn

Da das Anschlussgleis normalspurig ist, muss es, um von der Straßenbahn befahren werden zu können, auf Meterspur umgespurt werden. Die Interessengemeinschaft Historische Straßenbahn Regensburg e. V. bietet eine Gleispatenschaft an, um hierfür Spenden zu erhalten.
Neben der Strecke wird in Zukunft eine Unterstellmöglichkeit für den Straßenbahn-Triebwagen entstehen.

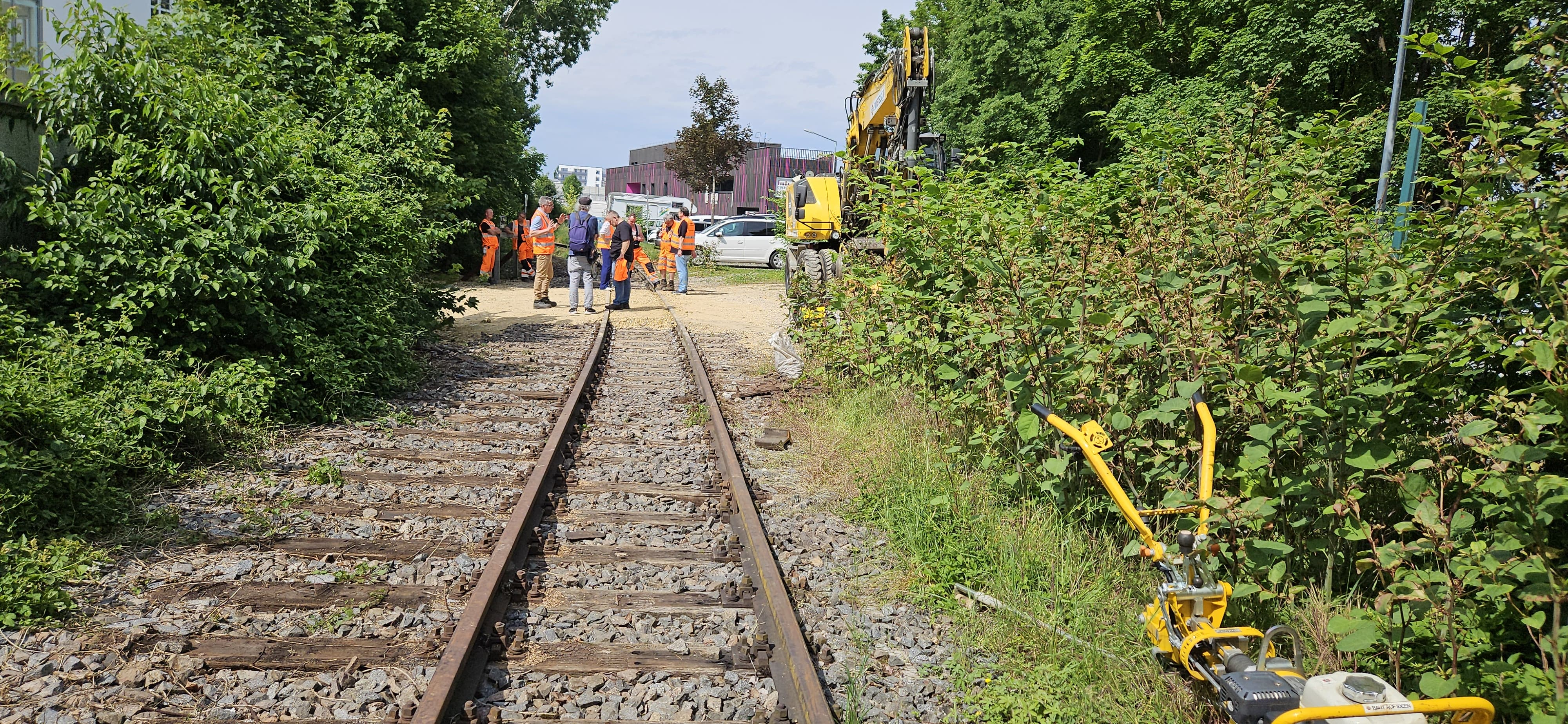
Lückenschluss durch Swietelsky am Gleis der historischen Regensburger Straßenbahn

Anfang Juni 2025 wurde die Strecke von Swietelsky weiter umgespurt und die Gleislücke in Höhe des Spielplatzes geschlossen (siehe Foto).
Ende Juni beschloss der gemeinsame Planungs- und Kulturausschuss der Stadt Regensburg den dauerhaften Verbleib des Straßenbahnzuges auf dem Gleis an der Guerickestraße sowie die Errichtung einer Unterkunft durch das Stadtwerk gemäß der Zusage aus 2014.

## Pläne zur Wiedereinführung der Straßenbahn

### Straßenbahn Regensburg
Bereits 1967 soll nicht öffentlich in der Stadtverwaltung über eine Wiedereinführung von Straßenbahnen nachgedacht worden sein, als sich damals die Regensburger Verkehrsbetriebe an den neuen schaffnerlosen Straßenbahnlinien in Freiburg interessiert zeigten.
In den 1970er Jahren wurde immer wieder über die Wiedereinführung der Straßenbahn diskutiert. Eine 1993 vom Verkehrsclub Deutschland (VCD) veröffentlichte Studie legte die Einführung einer Stadtbahn nahe. Auch eine 1994 in Auftrag gegebene Studie empfahl der Stadtverwaltung von Regensburg die Einführung einer Stadtbahn, allerdings damals wieder meterspurig.

### Tram-Train System Regensburg
Eine Regio-Stadtbahn erwog die Verkehrsuntersuchung Großraum Regensburg durch TransVer im Jahr 2005. Sie fand heraus, abgesehen von der Landshuter Straße verteile sich das Verkehrsaufkommen im Süden der Stadt eher flächig und nicht konzentriert zwischen Klinikum und Hauptbahnhof. Hier sei ein weiterer Ausbau des Busangebots vorteilhafter.
Der Heidelberger Verkehrsplaner Robert Wittek-Brix sprach sich für eine Führung bestehender Regionalzuglinien durch die Innenstadt anstatt nur zum Hauptbahnhof vor. Hierzu wäre eine sechs Kilometer lange Straßenbahnstrecke vom Regensburger Nordosten bis zum Hauptbahnhof nötig. Auf den Linien würden Dieselhybrid- oder Akkuhybridfahrzeuge mit Oberleitung zum Einsatz kommen. Statt der circa 300 Millionen Euro für eine Stadtbahn wären dafür 60 Millionen Euro zu veranschlagen. Außer Universität und Krankenhaus wären die wesentlichen Punkte der „Dienstleistungsachse“ angebunden. Ähnliche Umsetzungen gibt es mit dem Zwickauer, Chemnitzer und Nordhäuser Modell.

### Stadtbahn Regensburg

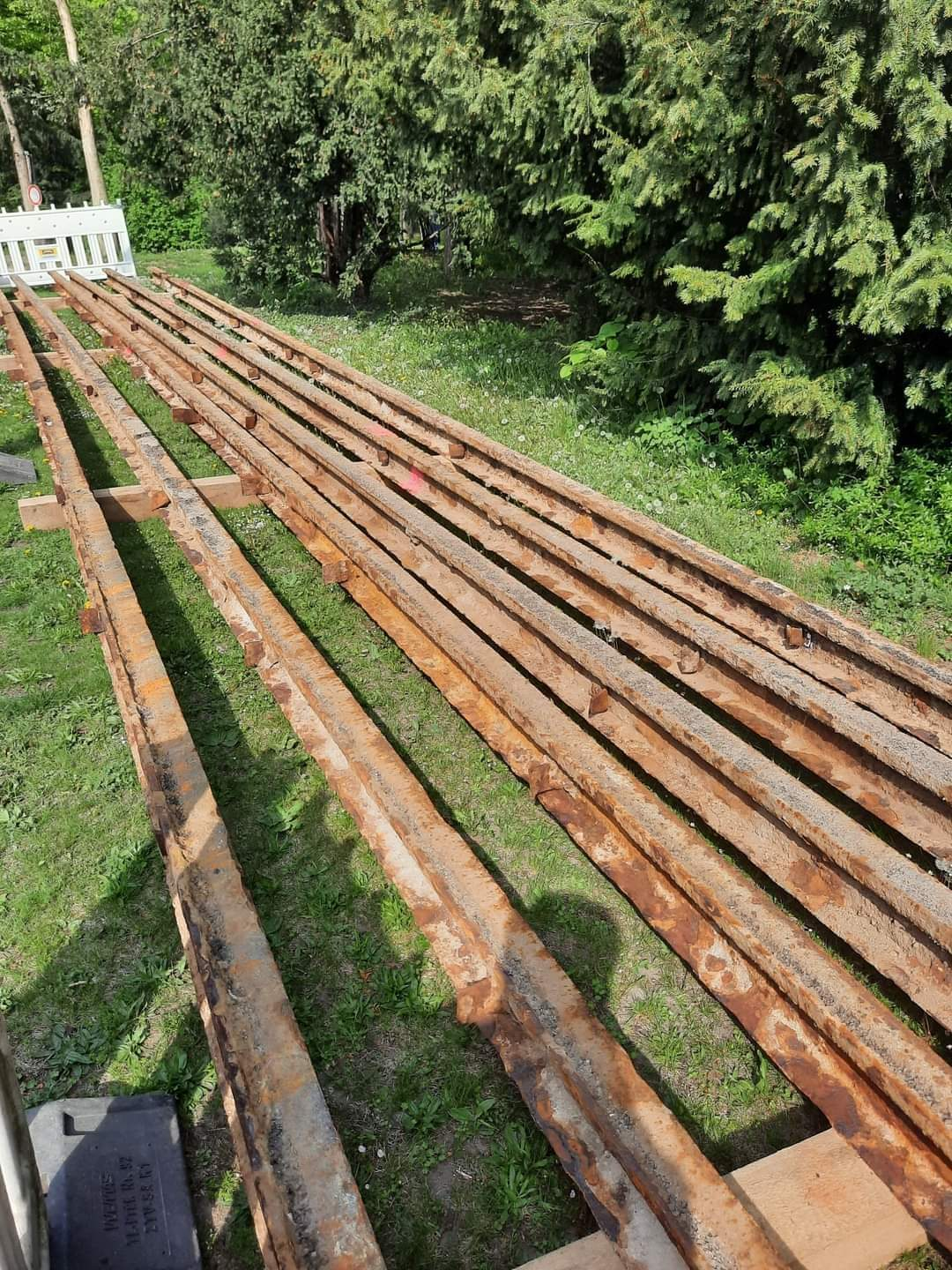
Originale Schienen in der Prüfeninger Straße, April 2022

Ab 2005 wurde in Regensburg die Einführung einer Stadtbahn diskutiert, um die Attraktivität des öffentlichen Personennahverkehrs zu verbessern. Am 19. Juni 2018 wurde im Regensburger Planungsausschuss die Wiedereinführung der Regensburger Straßenbahn mit hundertprozentiger Zustimmung aller politischen Strömungen beschlossen.
Im Juni 2024 wurde in einem Bürgerentscheid gegen die Fortsetzung der Planungen gestimmt. Demnach ist die Wiedereinführung einer Straßenbahn in Regensburg nun wieder in weite Ferne gerückt.

## Bekannte Persönlichkeiten der Regensburger Straßenbahn
- Hans Huemmer bekannt als ‚Hümmer Hans‘ – Straßenbahnfahrer[51]
- Harri Glaeser – Straßenbahnfahrer[52]
- Thomas Friedrich – Studentenschaffner
- Günther Schieferl – Wagenmeister und später auch Fahrer in anderen Betrieben[53]
- Heinrich Mückl – Straßenbahnfahrer bekannt als „Mückl Heinz“